# Умершие в ноябре 2019 года

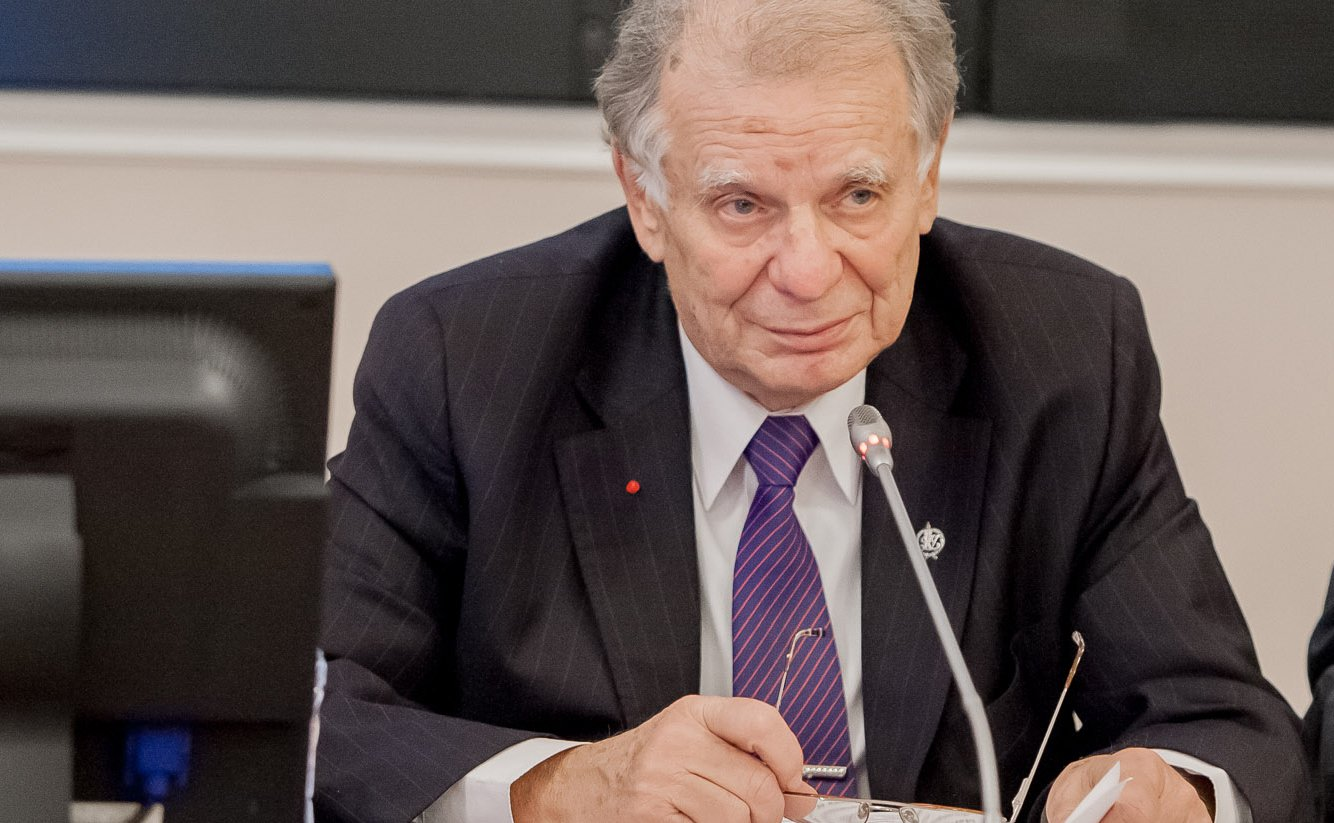
Жорес Алферов

Это список известных людей, соответствующих установленным критериям значимости (см. Википедия:Критерии значимости персоналий), умерших в ноябре 2019 года.
Причина смерти указывается лишь в исключительных случаях (убийство, самоубийство, гибель в результате военных действий, смертная казнь, ДТП или несчастные случаи). В остальных случаях — не указывается.
8 мая

### 30 ноября

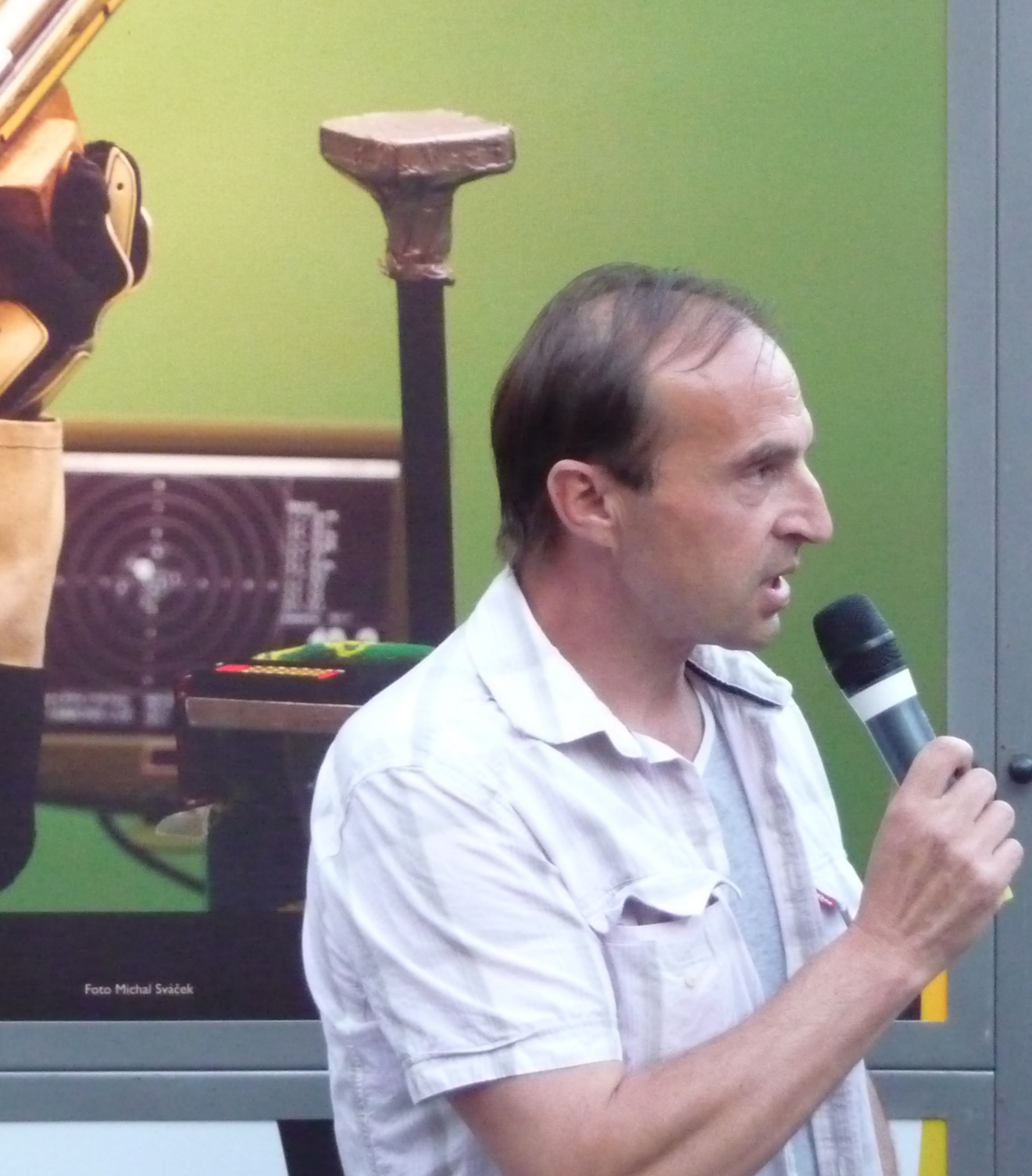
Петр Малек

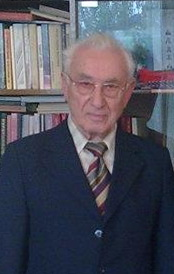
Омар Муртазалиев

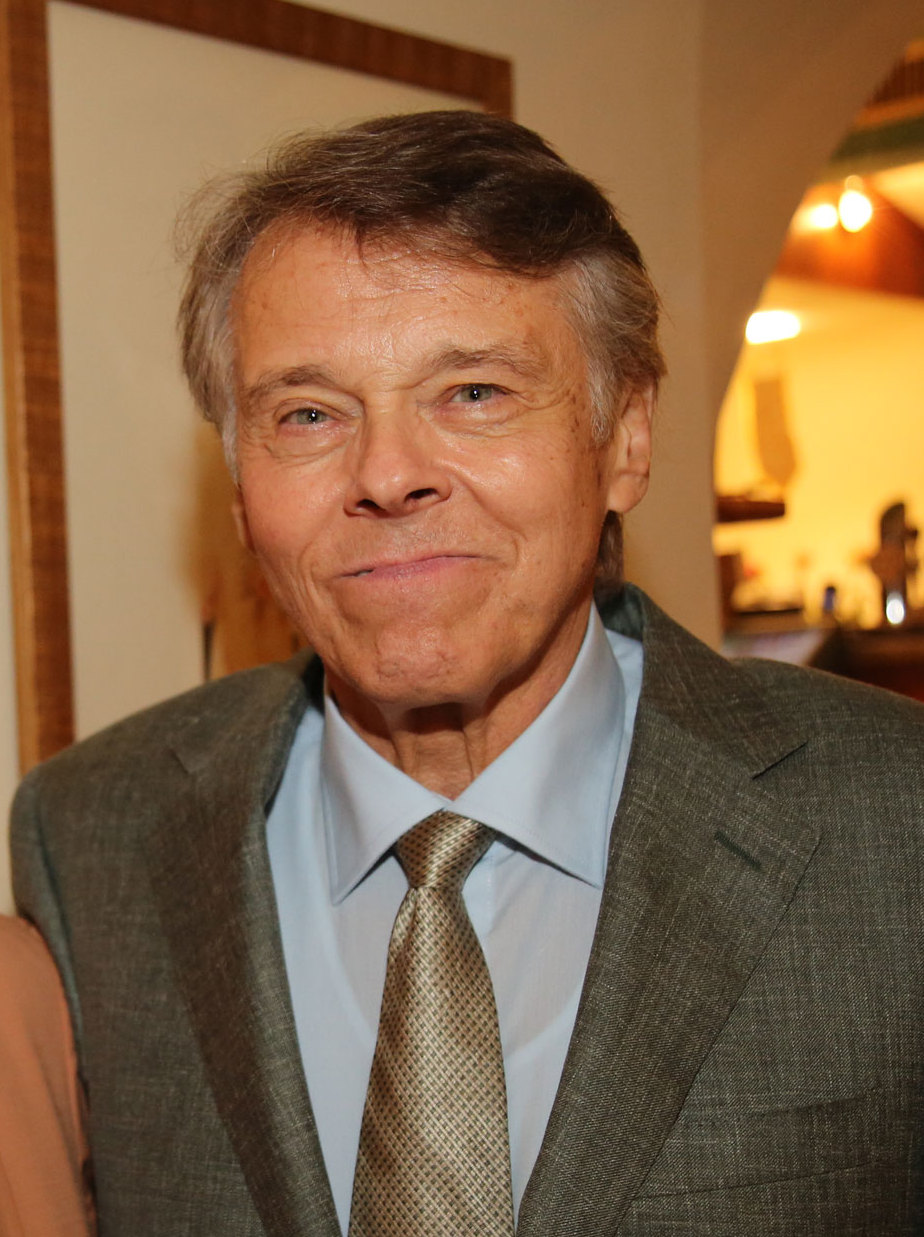
Марис Янсонс

- Говард, Майкл (97) — британский военный историк, сооснователь Международного института стратегических исследований[1].
- Кувшинская, Людмила Анатольевна (74) — советский и российский искусствовед, директор Музея изобразительных искусств Республики Марий Эл (1988—2004), заслуженный работник культуры Российский Федерации[2].
- Кусков, Анатолий Васильевич (82) — советский военный деятель, начальник Тольяттинского высшего военного строительного командного училища (1987—1994), генерал-майор[3].
- Лукин, Валерий Павлович (78) — советский и российский архитектор, главный архитектор Эрмитажа (с 1975 года)[4][5].
- Малек, Петр (58) — чешский спортивный стрелок, серебряный призёр Олимпийских игр в Сиднее (2000)[6].
- Муртазалиев, Омар Муртазалиевич (94) — сотрудник органов госбезопасности СССР, генерал-майор[7].
- Оскал-оол, Юрий Владимирович (70) — советский и российский тувинский артист цирка, сын Владимира Оскал-оола[8].
- Седракян, Давид Мгерович (80) — армянский физик-теоретик и астрофизик, академик АН Армении (1990)[9].
- Тан, Милагроса (61) — филиппинский государственный деятель, губернатор Самара (2001—2010, с 2019)[10].
- Янсонс, Марис Арвидович (76) — советский и российский дирижёр, народный артист РСФСР (1986), сын А. К. Янсонса[11].

### 29 ноября

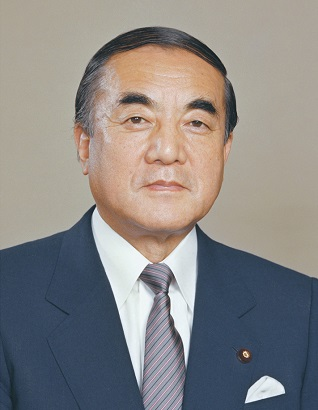
Ясухиро Накасонэ

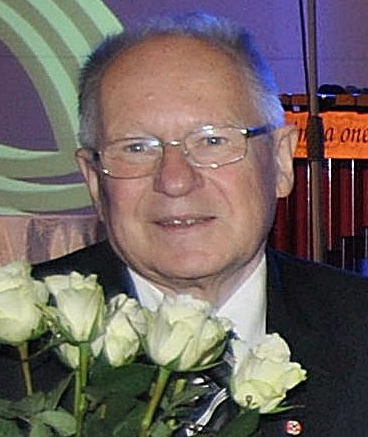
Янис Страдыньш

- Бёрджи, Ирвинг (95) — американский композитор и исполнитель[12].
- Делендик, Анатолий Андреевич (84) — советский и белорусский писатель, киносценарист и либреттист[13].
- Карапетян, Коля (30) — армянский самбист, бронзовый призёр чемпионата Европы по самбо (2017)[14].
- Катаранчук, Сергей Георгиевич (62) — молдавский научный и государственный деятель, доктор физико-математических наук (2015), депутат парламента Молдовы (с 2019 года)[15].
- Кочарян, Рубик (79) — советский и американский художник[16].
- Накасонэ, Ясухиро (101) — японский государственный деятель, член Палаты представителей (1947—2004) и премьер-министр (1982—1987) Японии[17].
- Сахабиев, Рафаэль Ахатович (68) — советский и российский певец, солист Татарского театра оперы и балета имени Мусы Джалиля, народный артист Татарской АССР (1987)[18].
- Страдыньш, Янис Павлович (85) — латвийский химик, действительный член (1973) и президент (1998—2004) Академии наук Латвии, сын П. И. Страдыньша[19].
- Черский, Игорь Николаевич (80) — советский и российский материаловед и триболог, доктор технических наук, профессор, сын Н. В. Черского[20].

### 28 ноября

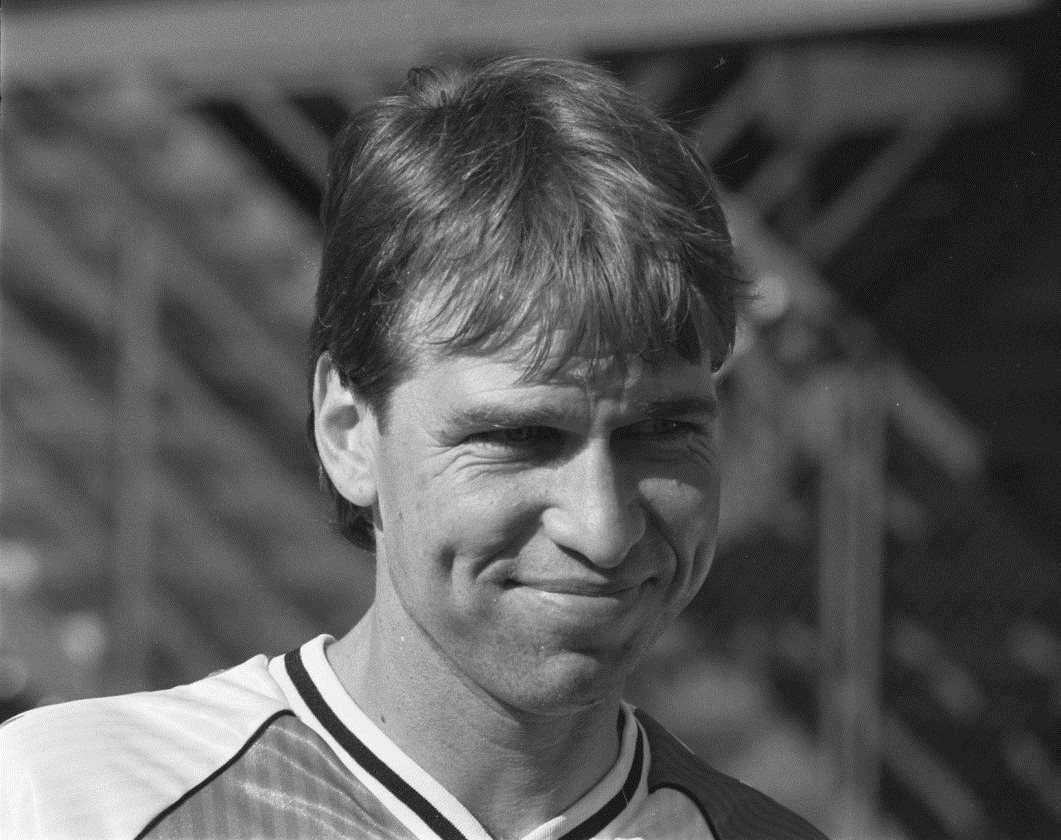
Пим Вербек

- Вербек, Пим (63) — нидерландский футболист и тренер[21].
- Макклинтон, Мэрион (65) — американский театральный режиссёр, драматург и актёр[22].
- Монхе, Хорхе Эрнан (81) — костариканский футболист, игрок национальной сборной[23].
- Пинчевский, Леонид Абрамович (77) — молдавский советский и американский художник[24].
- Padú del Caribe (99) — креольский музыкант, певец, художник[25].
- Танилоо, Эндель Эдуардович (96) — эстонский скульптор[26].
- Цыплаков, Владимир Владимирович (72) — российский учёный в области лесного хозяйства, доктор сельскохозяйственных наук (1993), профессор, заслуженный машиностроитель РФ (1998)[27].

### 27 ноября

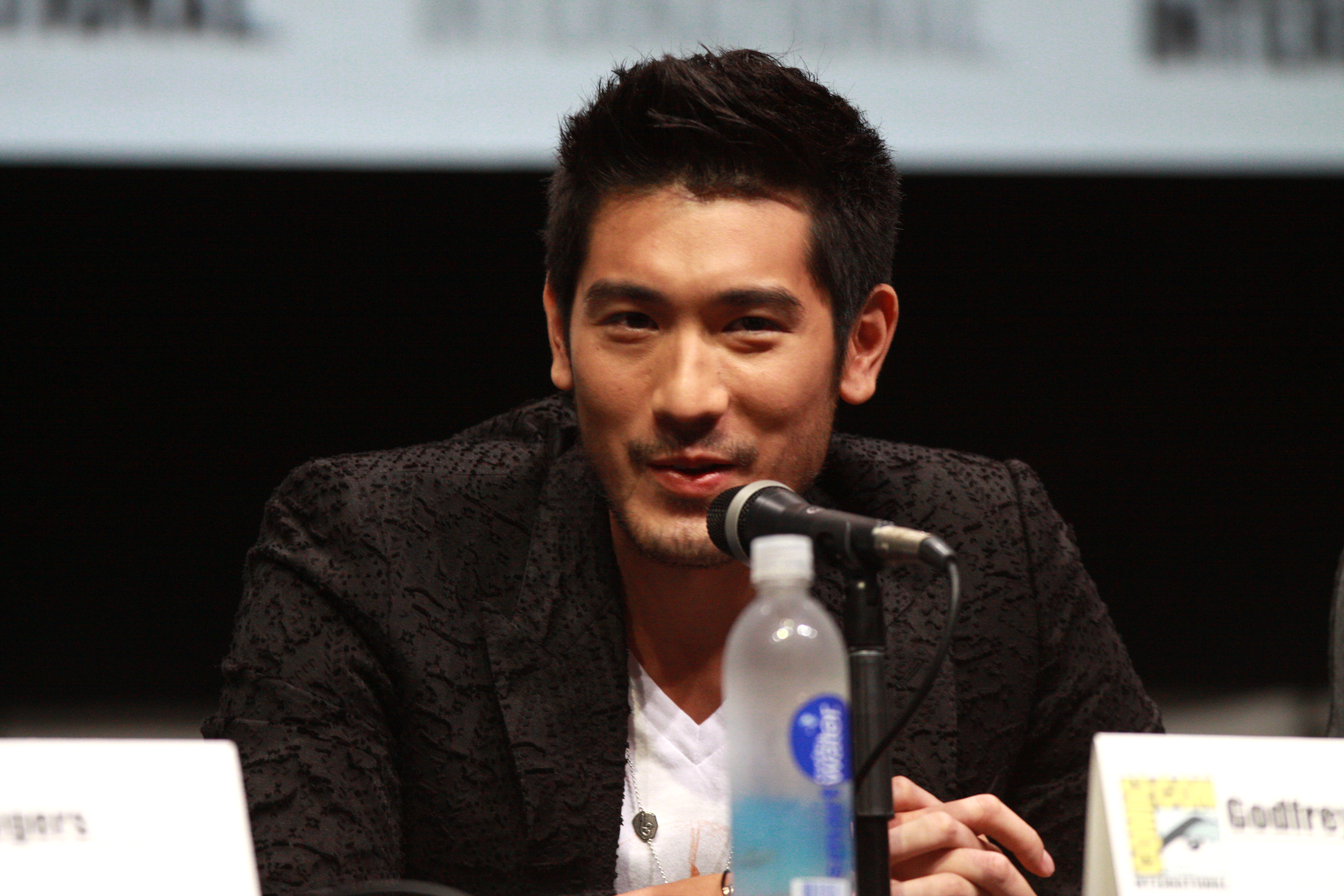
Годфри Гао

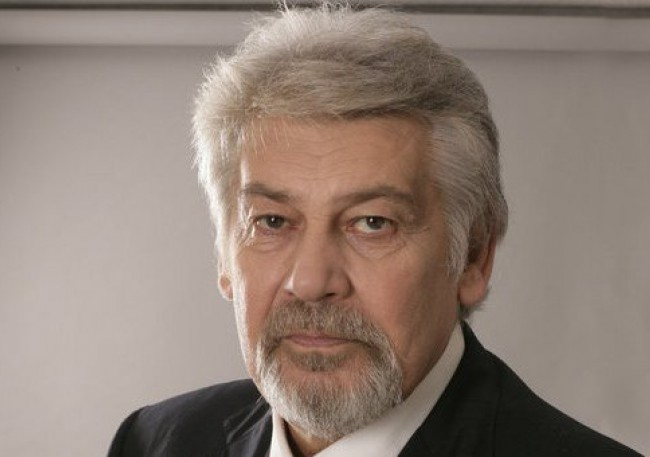
Стефан Данаилов

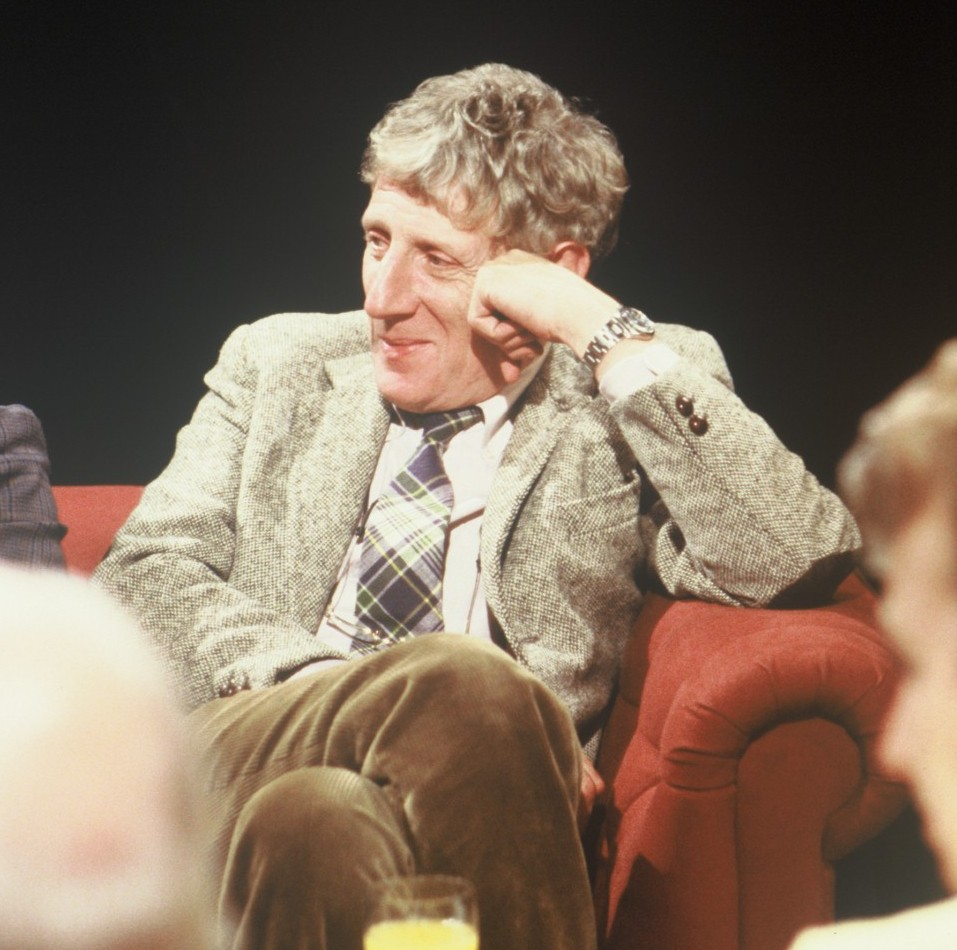
Джонатан Миллер

- Аленин, Владимир Викторович (68) — российский финансист, доктор экономических наук, профессор[28].
- Гао, Годфри (35) — тайваньско-канадский актёр и фотомодель[29].
- Данаилов, Стефан (76) — болгарский актёр и государственный деятель, министр культуры (2005—2009)[30][31].
- Коган, Ефим Яковлевич (79) — российский физик, доктор физико-математических наук, профессор[32].
- Кумар, Сушил (79) — индийский военный деятель, начальник военно-морского штаба (1998—2001), адмирал[33].
- Миллер, Джонатан (85) — британский театральный и оперный режиссёр[34].
- Миловидов, Александр Владимирович (70) — советский и российский композитор[35].
- Муратова, Ксения Михайловна (79) — советский и итальянский историк искусства, медиевист, дочь М. В. Муратова[36].
- Попов, Николай Васильевич (94) — российский финансист, банкир, основатель и руководитель банка «Хлынов», почётный гражданин города Кирова[37].
- Ракелсхаус, Уильям (87) — американский государственный деятель, и. о. директора Федерального бюро расследований (1973), администратор Агентства по охране окружающей среды (1970—1973, 1983—1985)[38].
- Сазерленд, Ян (71) — шотландский рок-музыкант и композитор[39].
- Сивак, Владимир Яковлевич (89) советский шахтёр, бригадир ГРОЗ шахты № 9 «Нововолынская», Герой Социалистического Труда[40].
- Сингх, Бала (67) — индийский киноактёр[41][42].
- Терзян, Ерванд (80) — американский астроном, иностранный член Национальной академии наук Армении[43].
- Чипутра (88) — индонезийский бизнесмен, основатель компании Chiputra Group[44].
- Якубов, Талиб (78) — узбекский математик, правозащитник и диссидент[45].

### 26 ноября

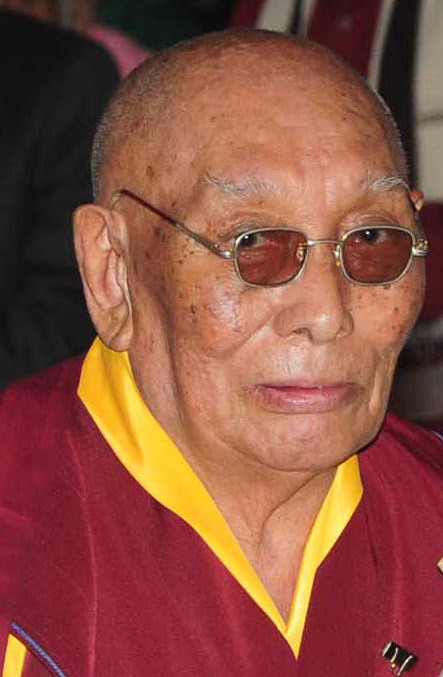
Еши Донден

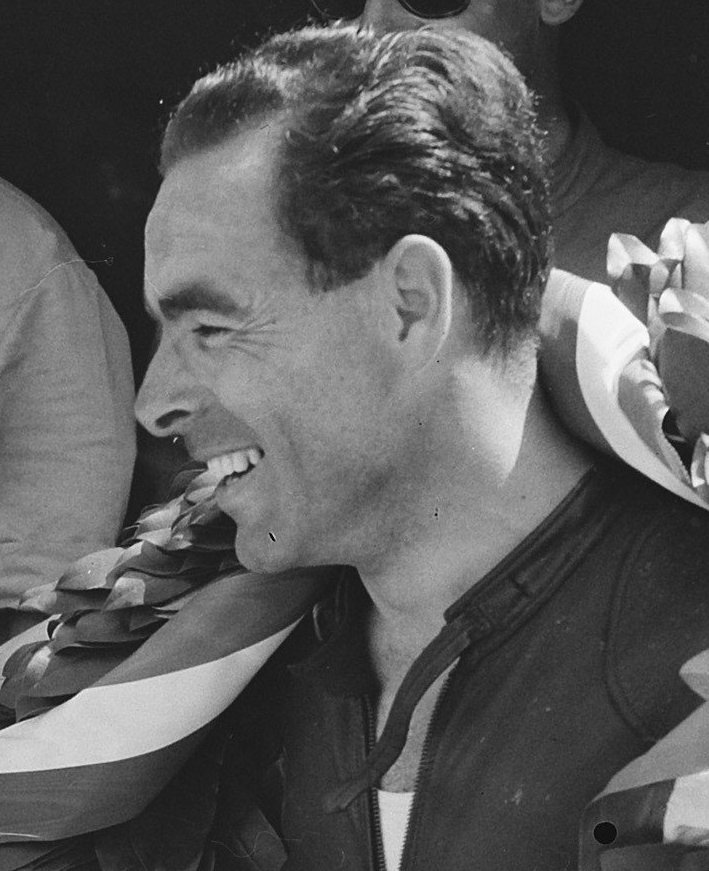
Кен Кавана

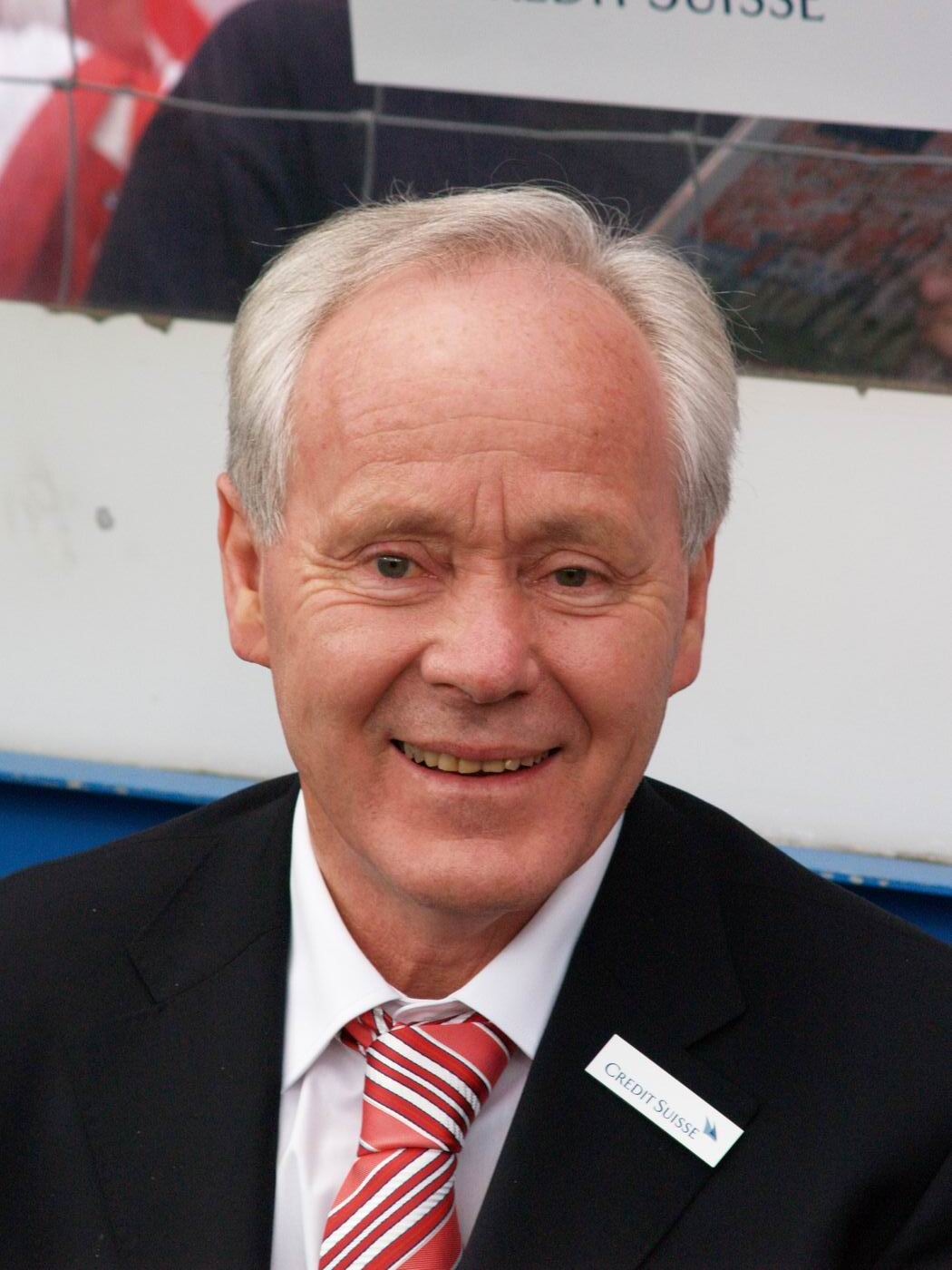
Якоб Кун

- Абдуллина, Айша (103) — советская и казахская актриса, народная артистка Казахской ССР (1958)[46].
- Еши Донден (92) — доктор традиционной тибетской медицины[47].
- Журавлёв, Сергей Васильевич (61) — русский и коми писатель, поэт, журналист, переводчик[48].
- Кавана, Кен (95) — австралийский мотогонщик и автогонщик, участник чемпионата мира по автогонкам в классе Формула-1[49].
- Ковригин, Сергей Иванович (69) — советский и российский художник-график[50].
- Конджа, Витторио (89) — итальянский актёр[51]
- Кун, Якоб (76) — швейцарский футболист и футбольный тренер, 6-кратный чемпион Швейцарии в составе клуба «Цюрих»[52].
- Ломбардо, Хуан Хосе (92) — аргентинский военно-морской деятель, вице-адмирал. Один из разработчиков и руководителей аргентинского вторжения на Фолклендские острова (1982)[53].
- Михальченко, Александр Иванович (84) — советский и российский государственный и хозяйственный деятель, министр монтажных и специальных строительных работ (1989—1991), министр специального строительства и монтажных работ (1991)[54].
- Николе, Бруно (79) — итальянский футболист («Ювентус», национальная сборная)[55].
- Родс, Гари (59) — британский ресторатор, шеф-повар и телеведущий[56].
- Саакян, Юрий Акопович (81) — советский и армянский поэт[57].
- Холлоуэй III, Джеймс (97) — американский адмирал, начальник военно-морских операций (1974—1978), сын адмирала Джеймса Холлоуэя[58].
- Хуссейн, Рабиюль (76) — бангладешский архитектор и поэт[59].

### 25 ноября

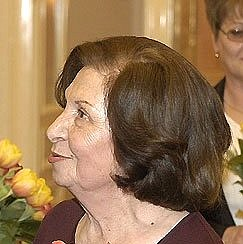
Гоар Вартанян

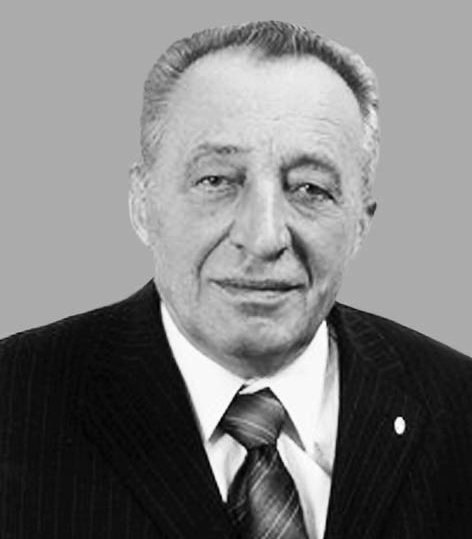
Степан Кравчун

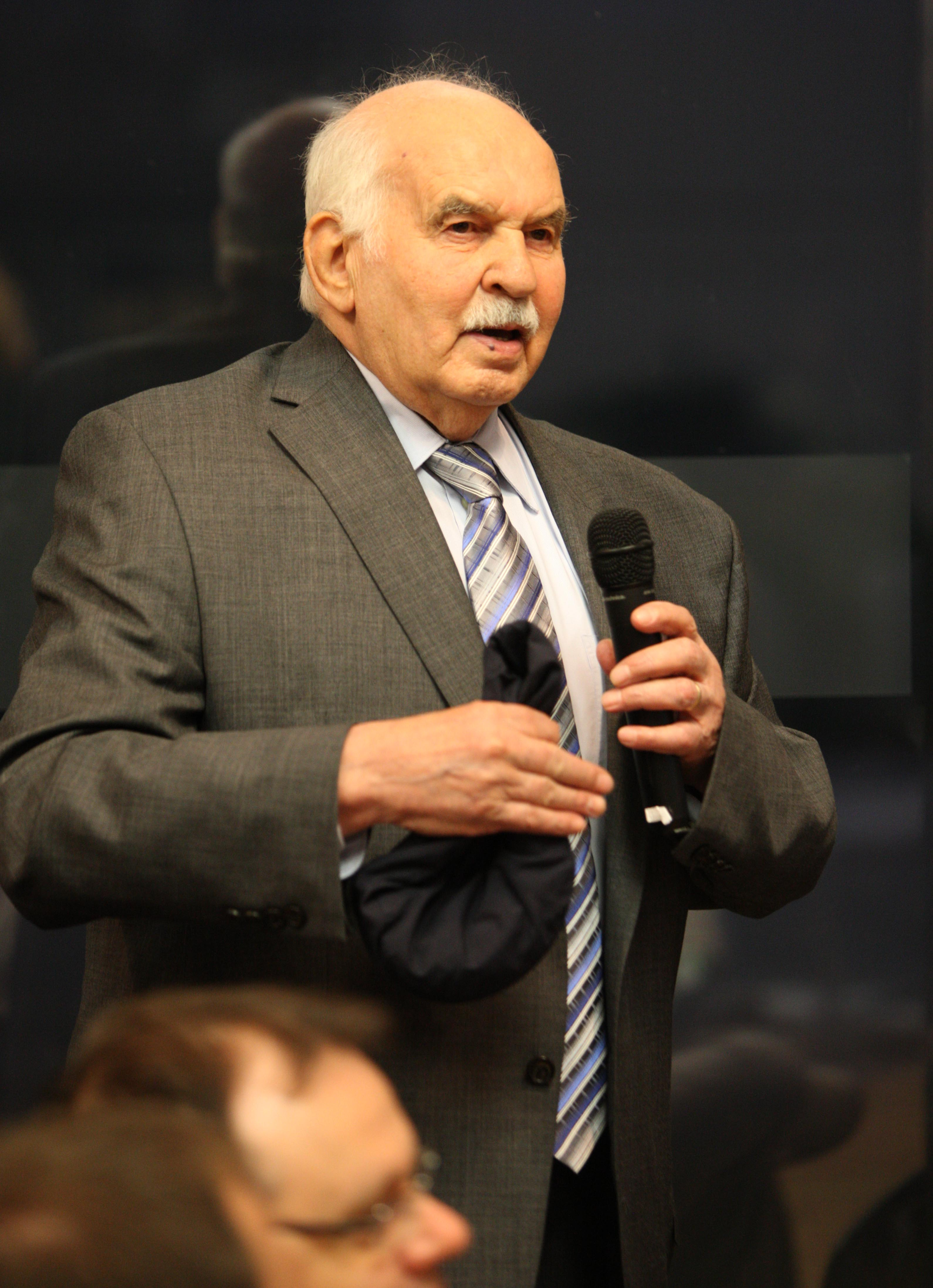
Янош Хорват

- Банзекри, Жан-Поль (87) — французский статистик[60].
- Бьонди, Фрэнк (74) — американский бизнесмен, генеральный директор Universal Pictures (1996—1998)[61].
- Вартанян, Гоар Левоновна (93) — советская разведчица-нелегал, вдова Геворка Вартаняна[62].
- Гарсия-Молина, Гектор (65) — американский учёный и области компьютеров и электротехники[63].
- Жук, Андрей (43) — французский военнослужащий белорусского происхождения, кавалер Ордена Почётного легиона (посмертно)[64]
- Кобаяси, Нобуаки (77) — японский профессиональный игрок в бильярд, двукратный чемпион мира[65].
- Кравчун, Степан Иванович (83) — советский и украинский хозяйственный деятель, генеральный директор ЗАЗа (1983—1996)[66].
- Михайлов, Александр Николаевич (71) — советский и российский композитор[67].
- Никифоров, Владимир Акимович (94) — советский и российский учёный в области технологии полимерных материалов, доктор технических наук (1988), заслуженный профессор ТвГТУ[68].
- Мур, Кит Леон (94) — канадский анатом и эмбриолог[69].
- Рыжов, Владимир Петрович (78) — российский специалист в области радиотехники и музыкант, доктор физико-математических наук (1989), профессор кафедры теоретических основ радиотехники Института радиотехнических систем и управления ЮФУ[70].
- Семёнов, Виктор Семёнович (76) — советский и российский актёр, артист Театра на Таганке (c 1966 года), заслуженный артист Российской Федерации (2000)[71].
- Харви, Мартин (78) — североирландский футболист, игрок национальной сборной[72].
- Хейфец, Михаил Рувимович (85) — советский правозащитник, диссидент, историк и писатель[73].
- Хорват, Янош (98) — венгерский государственный деятель, депутат Национального собрания Венгрии (1945—1947 и 1998—2014)[74].
- Хуртадо, Ларри (75) — американский библеист и текстолог[75].

### 24 ноября

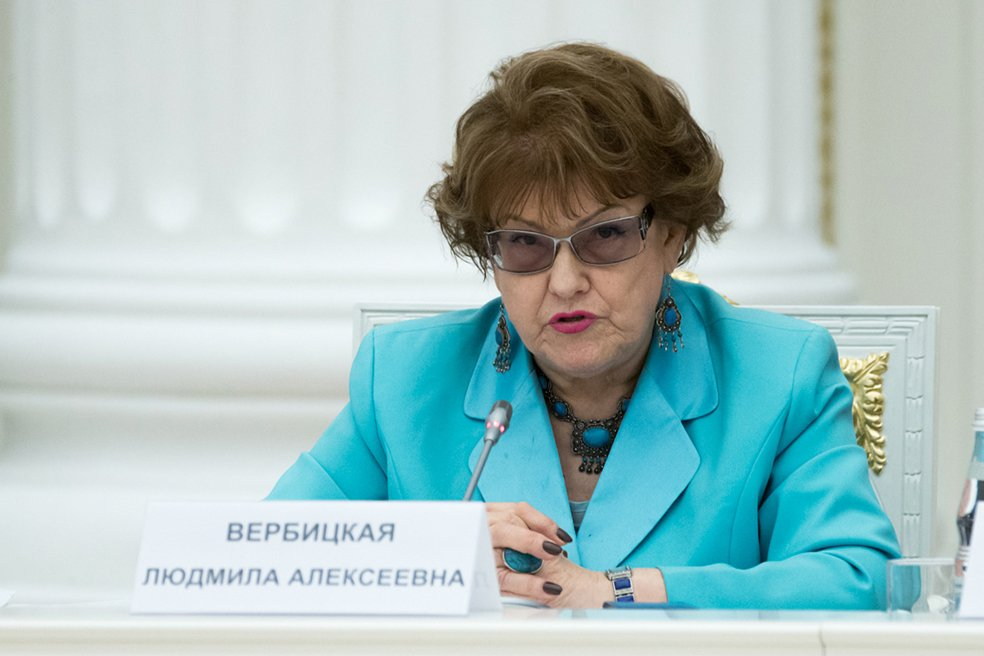
Людмила Вербицкая

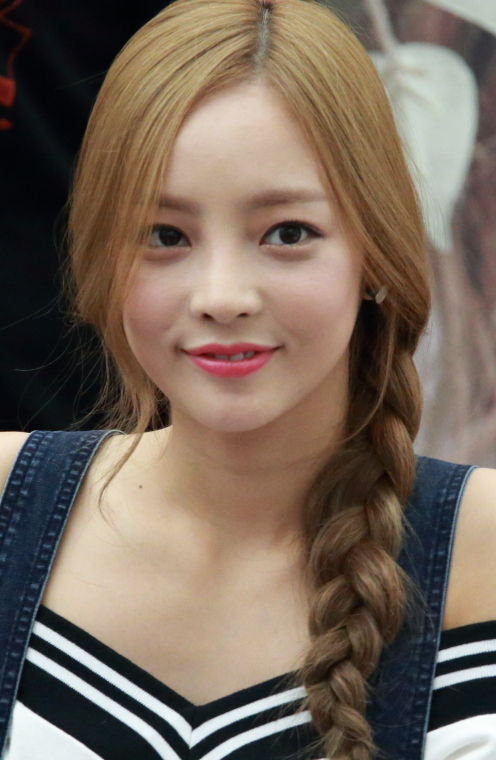
Гу Хара

- Бабаев, Давид Владимирович (76) — советский и украинский актёр театра и кино, артист театра имени Леси Украинки (с 1972 года), народный артист Украины (1999)[76].
- Вербицкая, Людмила Алексеевна (83) — советский и российский филолог, и. о. ректора (1993—1994), ректор (1994—2008) и президент (с 2008 года) Санкт-Петербургского государственного университета, академик (1995) и президент (2013—2018) РАО, президент МАПРЯЛ (2003—2019), полный кавалер ордена «За заслуги перед Отечеством», дочь Алексея Бубнова[77].
- Гу Хара (28) — южнокорейская певица и актриса; самоубийство[78].
- Губогло, Михаил Николаевич (81) — советский и российский историк и этнолог, доктор исторических наук (1984), профессор (1985), заслуженный деятель науки Российской Федерации (1999)[79].
- Каушанский, Владимир Яковлевич (73) — советский и российский журналист, теоретик джаза, редактор и ведущий международного джазового фестиваля «Евразия» (г. Оренбург)[80].
- Ли Ким Сай (82) — малайзийский государственный деятель, министр труда (1986—1989)[81].
- Мауби, Колин (83) — британский органист и композитор[82].
- Оррего Салас, Хуан (100) — чилийский композитор и педагог[83].
- Порат, Йехошуа (81) — израильский историк[84].
- Тошич, Мирослав (59) — сербский шахматист, гроссмейстер (1998)[85].

### 23 ноября

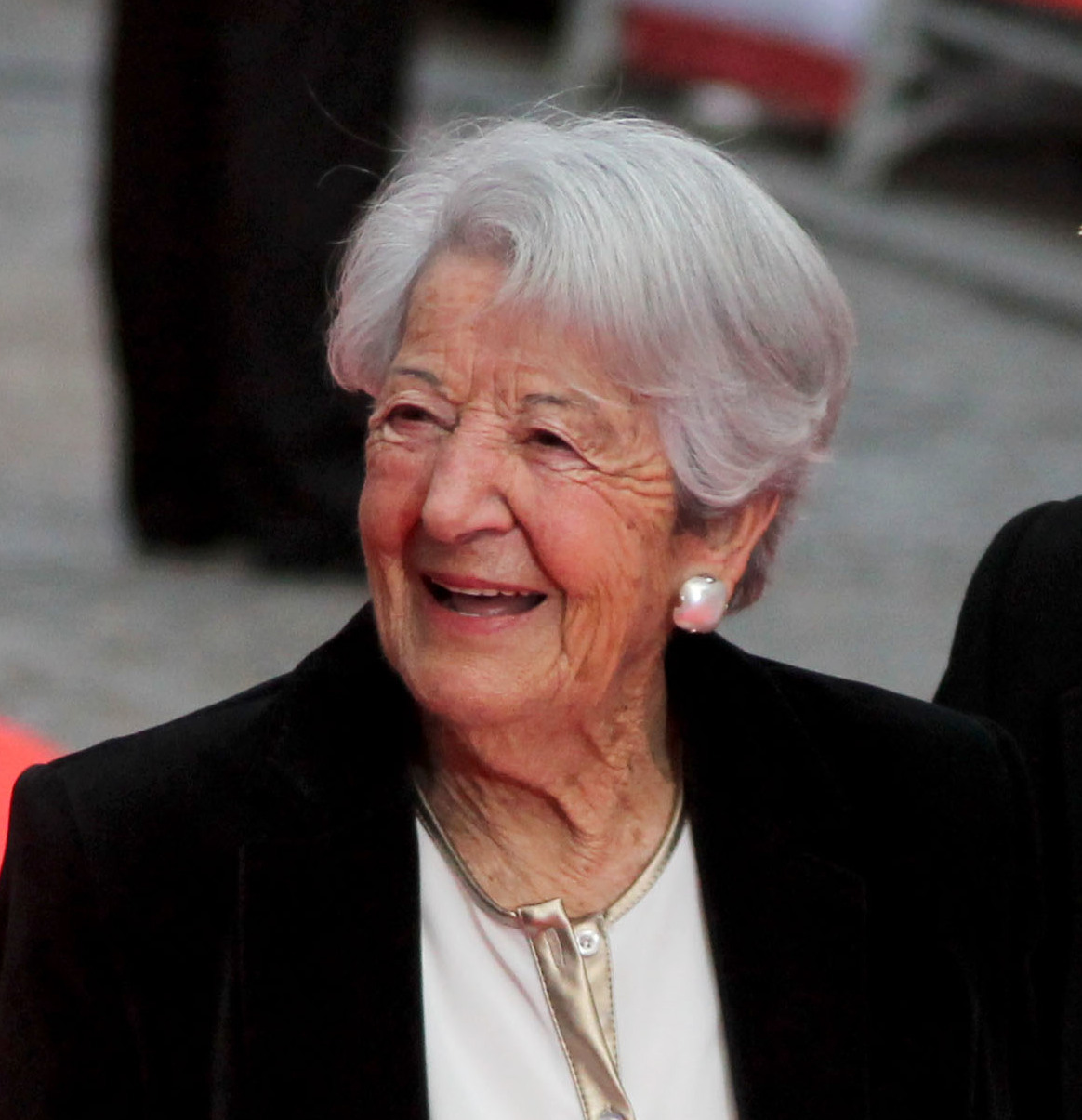
Асунсьон Балагер

- Балагер, Асунсьон (94) — испанская актриса[86].
- Гамбус, Франсеск (45) — испанский государственный деятель, депутат Европейского парламента (2014—2019)[87].
- Итурриага, Энрике (101) — перуанский композитор[88].
- Кирпичников, Александр Петрович (65) — российский учёный, доктор физико-математических наук, профессор кафедры интеллектуальных систем и управления информационными ресурсами КНИТУ—КХТИ, сын П. А. Кирпичникова[89].
- Лонг, Кэтрин Смолл (95) — американский государственный деятель, член Палаты представителей США (1985—1987)[90].
- Лю Шахэ (88) — китайский писатель и поэт[91].
- Мерфи, Алелия (114) — американская супердолгожительница, старейший на день смерти житель США[92].
- Мортон, Гарри (38) — американский бизнесмен, создатель сети ресторанов Pink Taco[93].

### 22 ноября

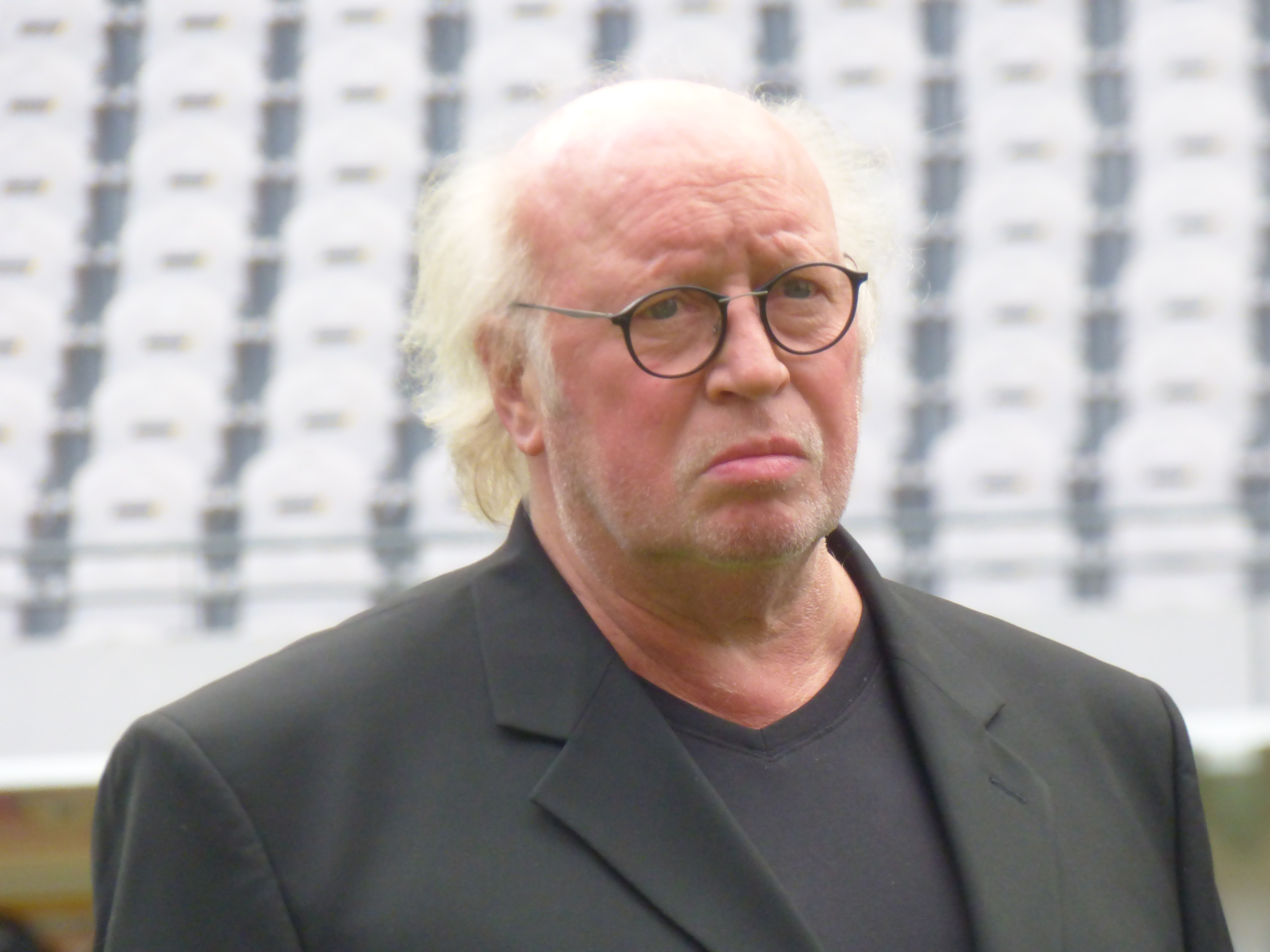
Даниэль Леклерк

- Алмазов, Сергей Николаевич (75) — российский государственный деятель, директор ФСНП России (1996—1999), генерал-полковник налоговой полиции (1997)[94].
- Архангородский, Зиновий Семёнович (88) — советский и украинский тренер по тяжёлой атлетике, заслуженный тренер СССР (1991)[95].
- Борискин, Валентин Акимович (91) — советский и российский передовик промышленного производства, токарь Людиновского тепловозостроительного завода, Герой Социалистического Труда (1966)[96].
- Кайфи, Шаукат (91) — индийская актриса[97].
- Камара, Эжен (77) — гвинейский государственный деятель, премьер-министр Гвинеи (2007)[98].
- Клеобери, Стивен (77) — британский органист[99].
- Леклерк, Даниэль (70) — французский футболист и тренер[100].
- Моутинью, Жоакин (67) — португальский автогонщик, победитель Ралли Португалии (1986)[101].
- Норум, Коре (86) — норвежский врач-диетолог, член Норвежской академии наук, ректор университета Осло (1999—2001)[102].
- Сегицци, Чечилия (111) — итальянский композитор, сверхдолгожительница[103].
- Стассфорт, Бовен (93) — американский пловец, серебряный призёр летних Олимпийских игр в Хельсинки (1952)[104].
- Филиппов, Александр Геннадьевич (64) — российский писатель и журналист[105].
- Шумилов, Михаил Ильич (94) — советский и российский историк, доктор исторических наук (1967), профессор (1971), заслуженный деятель науки РСФСР (1976), ректор Петрозаводского университета (1973—1991)[106].

### 21 ноября

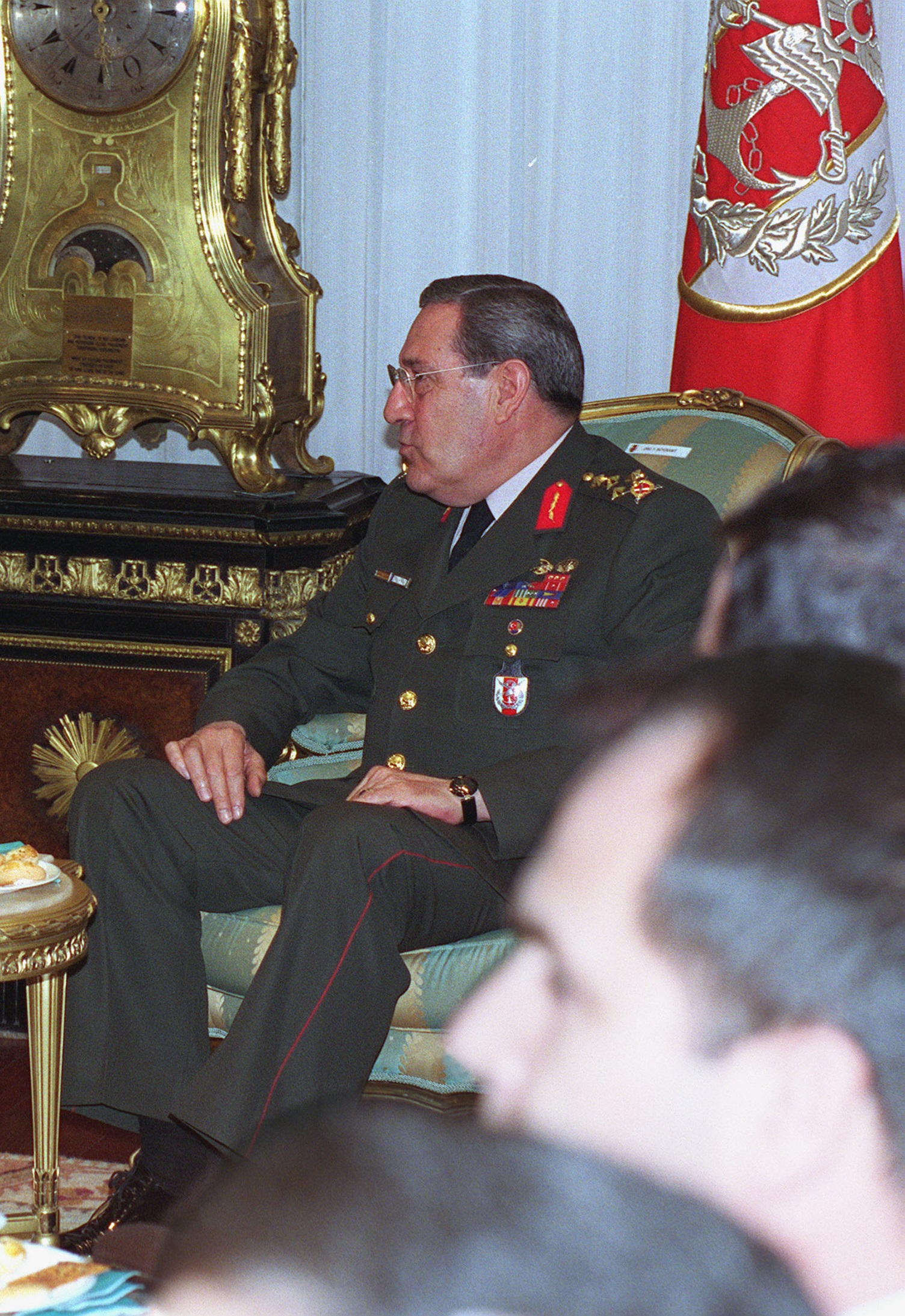
Яшар Бююканыт

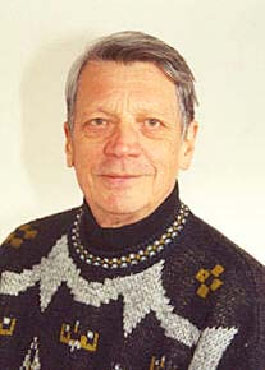
Юрий Левицкий

- Бахман, Роберт (75) — швейцарский дирижёр и композитор[107].
- Бююканыт, Яшар (79) — турецкий военачальник, начальник Генерального штаба ВС Турции (2006—2008)[108].
- Гран, Бенгт-Эрик (78) — шведский горнолыжник[109].
- Кобельник, Юрий Михайлович (63) — украинский тренер по фристайлу, заслуженный тренер Украины[110].
- Лашапель, Андре (88) — канадская актриса[111][112].
- Левицкий, Юрий Анатольевич (88) — советский и российский языковед, доктор филологических наук (1987), профессор (1989)[113].
- Мавретич, Антон (84) — словенский инженер, действительный член Словенской академии наук и искусств[114].
- Риго, Марио (90) — итальянский государственный деятель, мэр Венеции (1975—1985)[115].
- Юдсон, Михаил Исаакович (63) — израильский русский писатель и литературный критик[116].
- Яновский, Пётр Фёдорович (86) — советский и белорусский тренер по гребле на байдарках и каноэ[117].

### 20 ноября

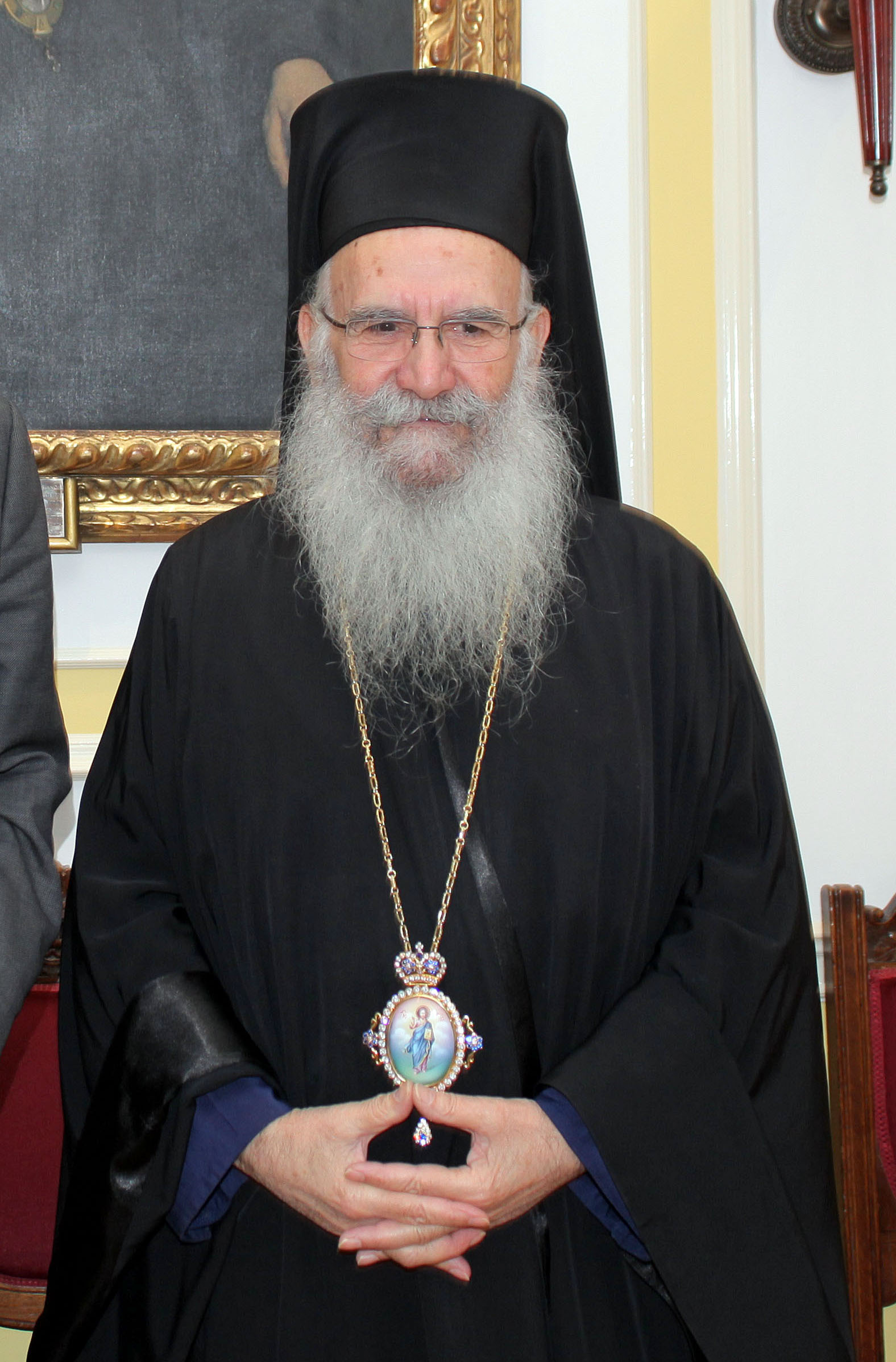
Григорий (Феохарус)

- Афуксениди, Фёдор Иванович (58) — российский архитектор[118].
- Ахметов, Талгат Гакифович (78) — советский и российский дирижёр Татарского государственного театра оперы и балета (с 1972 года)[119].
- Баррето, Фабио (62) — бразильский кинорежиссёр[120].
- Бёртон, Джейк (65) — американский бизнесмен, основатель компании по производству сноубордов Burton Snowboards[121].
- Брукер, Тони (94) — британский ученый, специалист в области вычислительной техники[122].
- Глинкина, Светлана Павловна (64) — российский экономист, доктор экономических наук (1998), профессор (2006), сотрудник Института экономики РАН[123].
- Григорий (Феохарус) (91) — епископ Константинопольской православной церкви, архиепископ Фиатирский и Великобританский (1988—2019)[124].
- Гуд, Мэри Лоу (88) — американский химик и государственный деятель, и. о. министра торговли (1996), лауреат медали Пристли (1997) и премии Вэнивара Буша (2004)[125].
- Дёмётёр, Золтан (84) — венгерский ватерполист, чемпион летних Олимпийских игр в Токио (1964)[126].
- Лапидот, Амос (85) — израильский военный деятель, командующий ВВС Армии обороны Израиля (1985—1987), генерал-майор[127].
- Лубан, Даг (71) — американский бас-гитарист (The Doors)[128].
- Манн, Джон (57) — канадский рок-музыкант и актёр[129].
- Николаев, Алексей Всеволодович (85) — советский и российский сейсмолог, член-корреспондент РАН (1991; член-корреспондент АН СССР с 1990)[130].
- Новичков, Николай Михайлович (75) — советский и российский джазовый музыкант, основатель и руководитель джазового ансамбля «Академик Бэнд» (Ульяновск)[131].
- Питтау, Массимо (98) — итальянский лингвист; несчастный случай[132].
- Поллард, Майкл Джей (80) — американский актёр[133].
- Смирнов, Николай Николаевич (91) — советский и российский гидробиолог, карцинолог, доктор биологических наук (1968)[134].

### 19 ноября

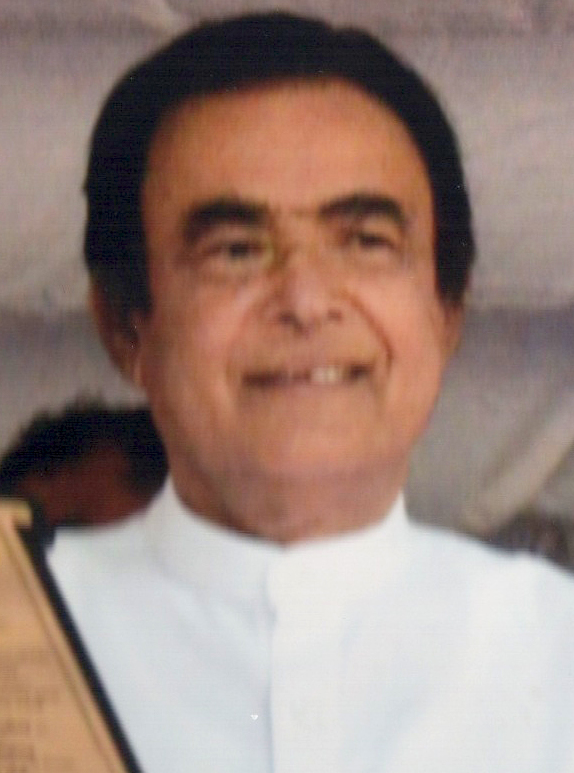
Дисанаяка Мудиянселаге Джаяратне

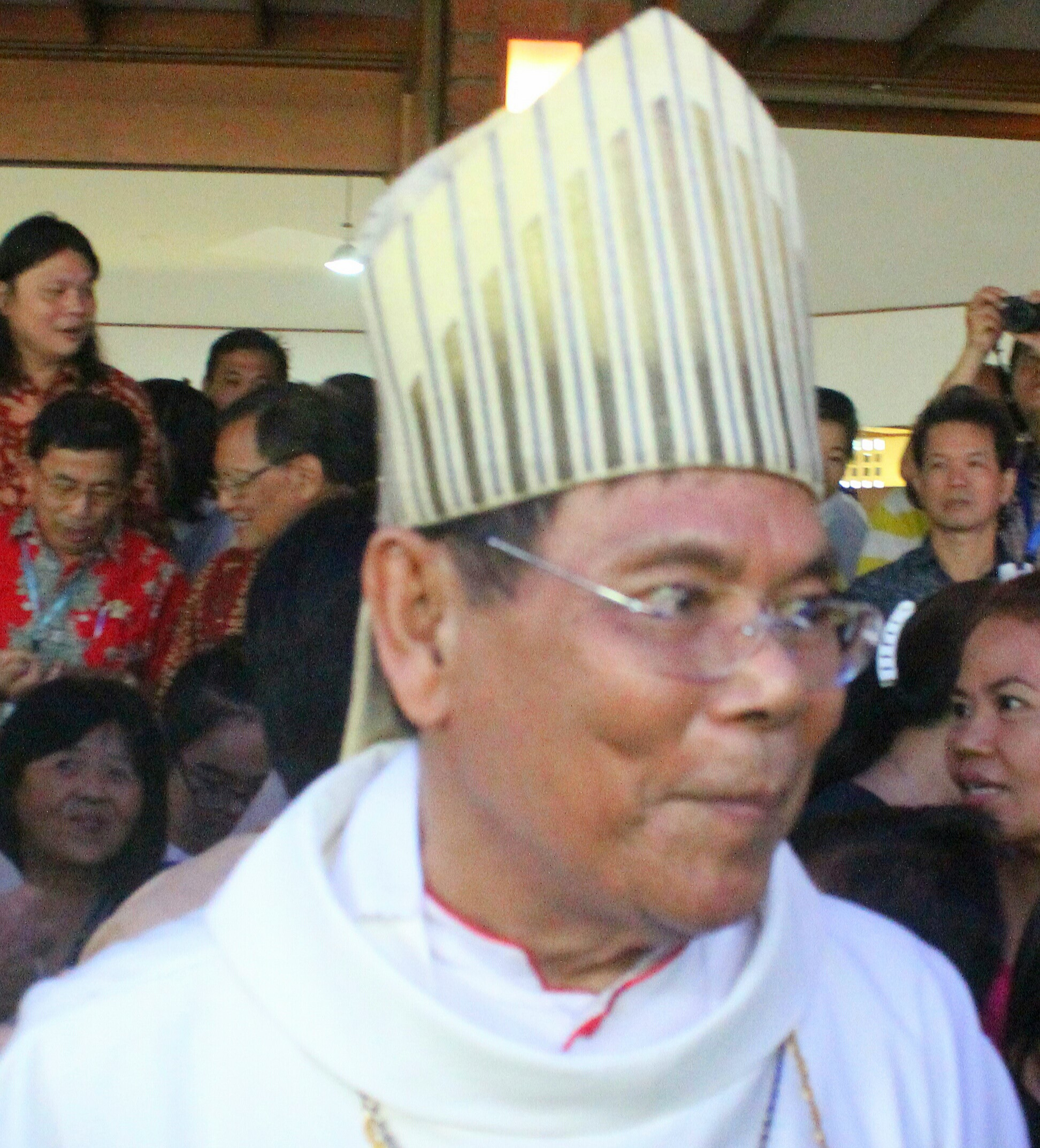
Мартин Догма Ситуморанг

- Бранку, Жозе Мариу (77) — португальский певец, автор песен и актёр[135].
- Джаяратне, Дисанаяка Мудиянселаге (88) — государственный деятель Шри-Ланки, премьер-министр (2010—2015)[136].
- Пенкин, Николай Семёнович (88) — советский и российский учёный, доктор технических наук, профессор кафедры механики, конструирования и технологий в машиностроении СКФУ, заслуженный деятель науки и техники Российской Федерации[137].
- Радзиевский, Павел Эдуардович (66) — российский художник[138].
- Ситуморанг, Мартин Догма (73) — индонезийский католический прелат, епископ Паданга (с 1983 года)[139].
- Уилкош, Юсуп (71) — немецкий бодибилдер[140].
- Фельдман, Василий (93) — британский бизнесмен, член Палаты лордов (1996—2017)[141].

### 18 ноября

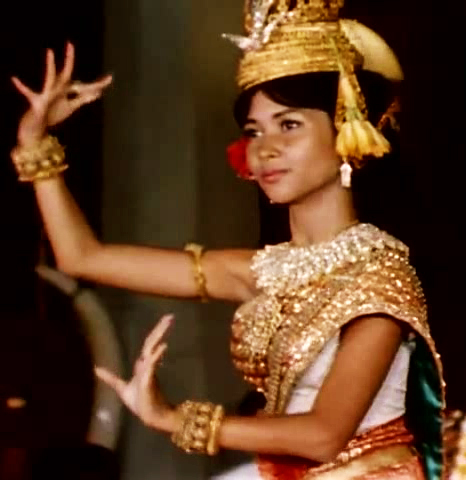
Нородом Бопхадеви

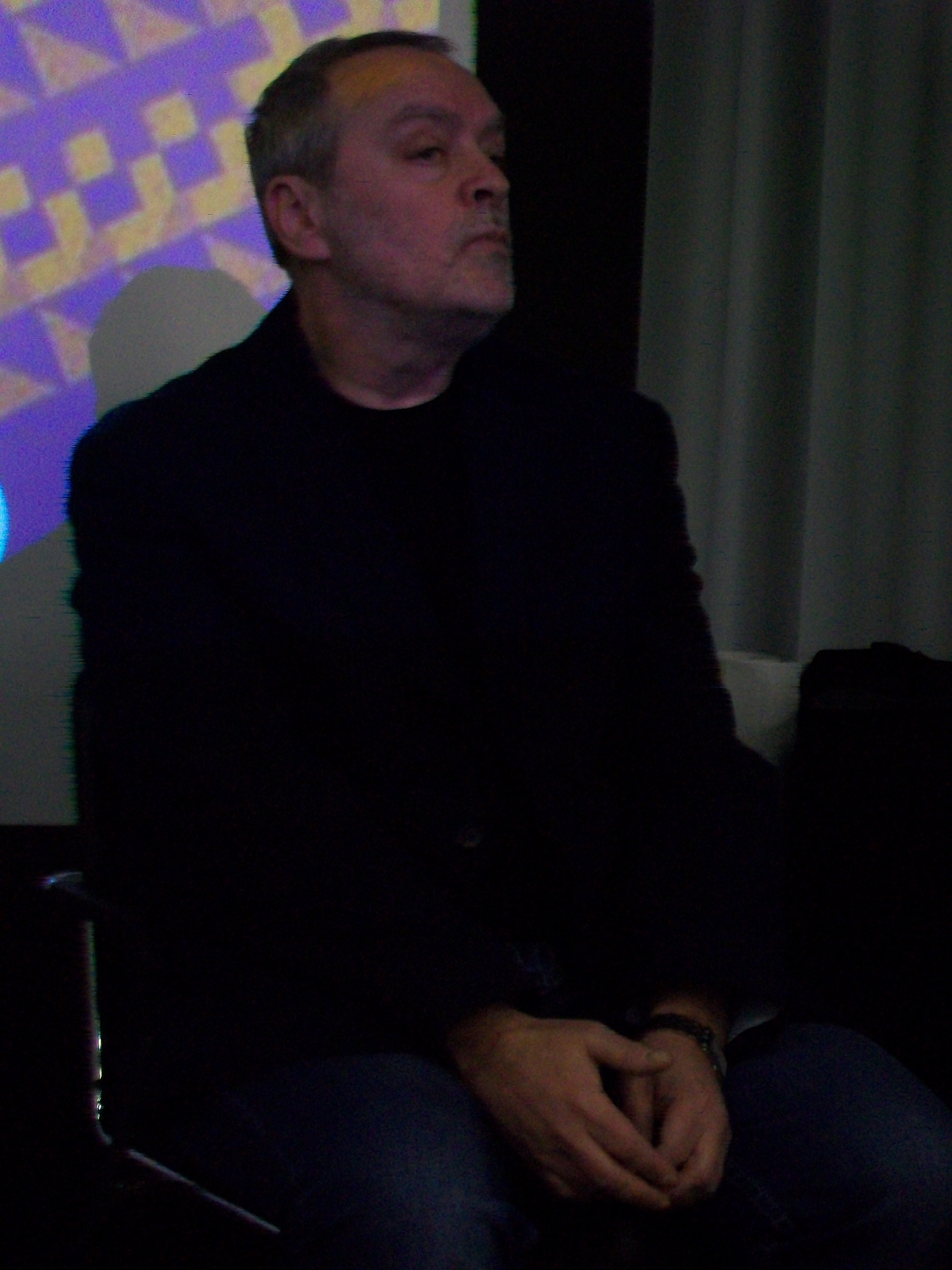
Игорь Сахновский

- Бахледа-Ксендзуляж, Францишек (72) — польский политик, депутат Сената Польши[142].
- Дюфурк, Бертран (86) — французский дипломат, посол Франции в СССР и России (1991—1992)[143].
- Егоров, Вячеслав Владимирович (81) — советский теннисист, чемпион СССР в парных разрядах (1964, 1966, 1967) (тело найдено в этот день)[144].
- Маккуэйд, Брэд (51) — американский геймдизайнер (EverQuest)[145].
- Киллинг, Лор (60) — французская актриса[146][147].
- Николаенко, Николай Антонович (99) — советский и украинский поэт[148].
- Новосёлов, Геннадий Петрович (66) — советский и российский правовед, доктор юридических наук (2001), профессор кафедры уголовного права УрГЮУ (2002)[149].
- Нородом Бопхадеви (76) — камбоджийская принцесса, министр культуры и изобразительных искусств (1998—2004), дочь Нородома Сианука[150].
- Пантелеев, Валентин Фёдорович (88) — советский и российский учёный в области оборонной промышленности[151].
- Понасов, Степан Николаевич (72) — российский государственный деятель, председатель Брянской областной Думы (1995—2000 и 2001—2009)[152].
- Пушкарёв, Лев Никитович (101) — советский и российский историк, доктор исторических наук, сотрудник ИРИ РАН[153].
- Сахновский, Игорь Фэдович (61) — русский писатель[154].
- Султан бен Заид бен Султан аль Нахайян (64) — представитель правящей династии Аль Нахайян, третий заместитель премьер-министра Объединённых Арабских Эмиратов (1997—2009)[155].
- Терминьони, Луиджи (75) — итальянский бизнесмен, владелец бренда Termignoni[156].
- Третьяк, Владимир Леонтьевич (77) — советский и российский актёр, артист Русского драматического театра Мордовии (с 1974 года), заслуженный артист Мордовской АССР (1982)[157].

### 17 ноября

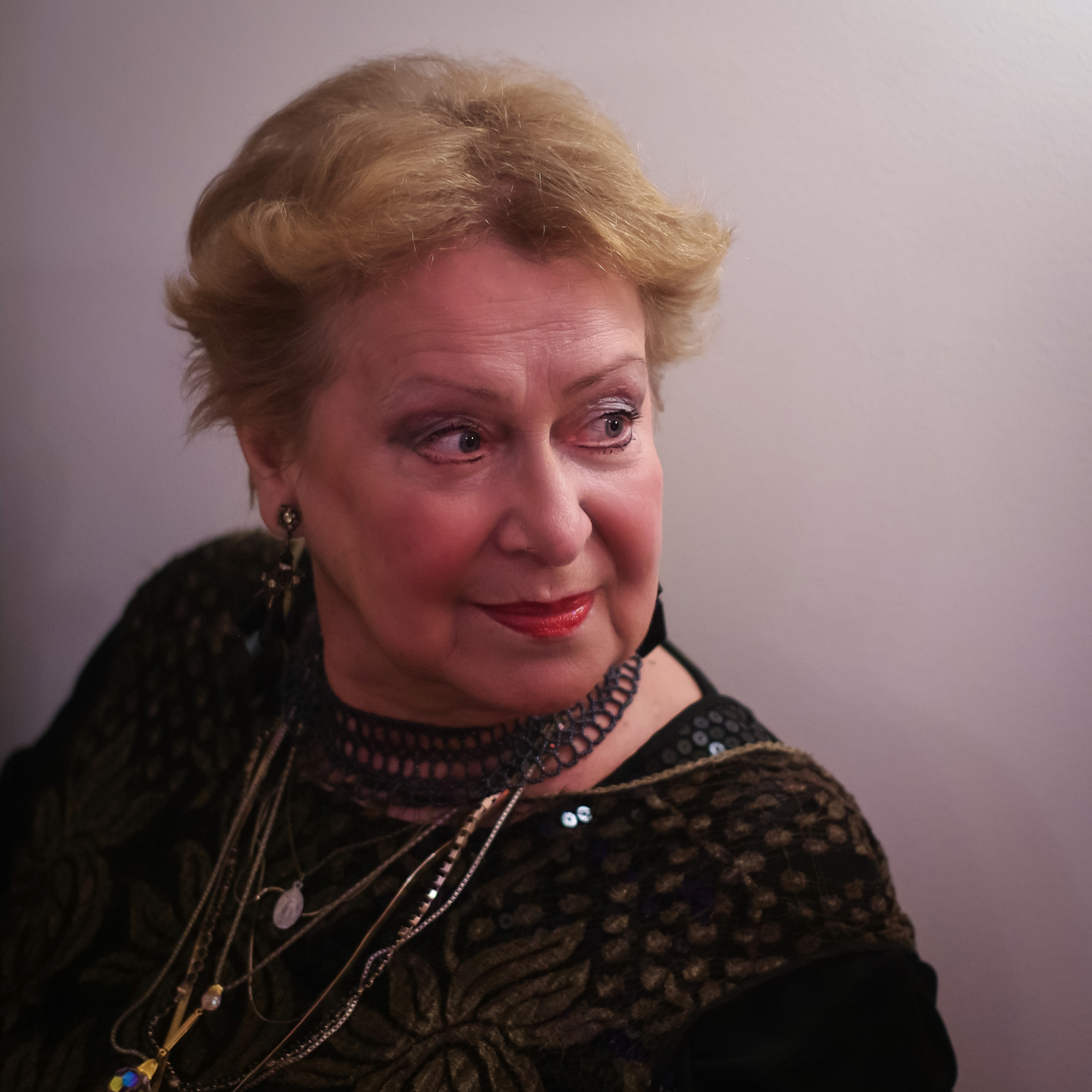
Хелга Данцберга

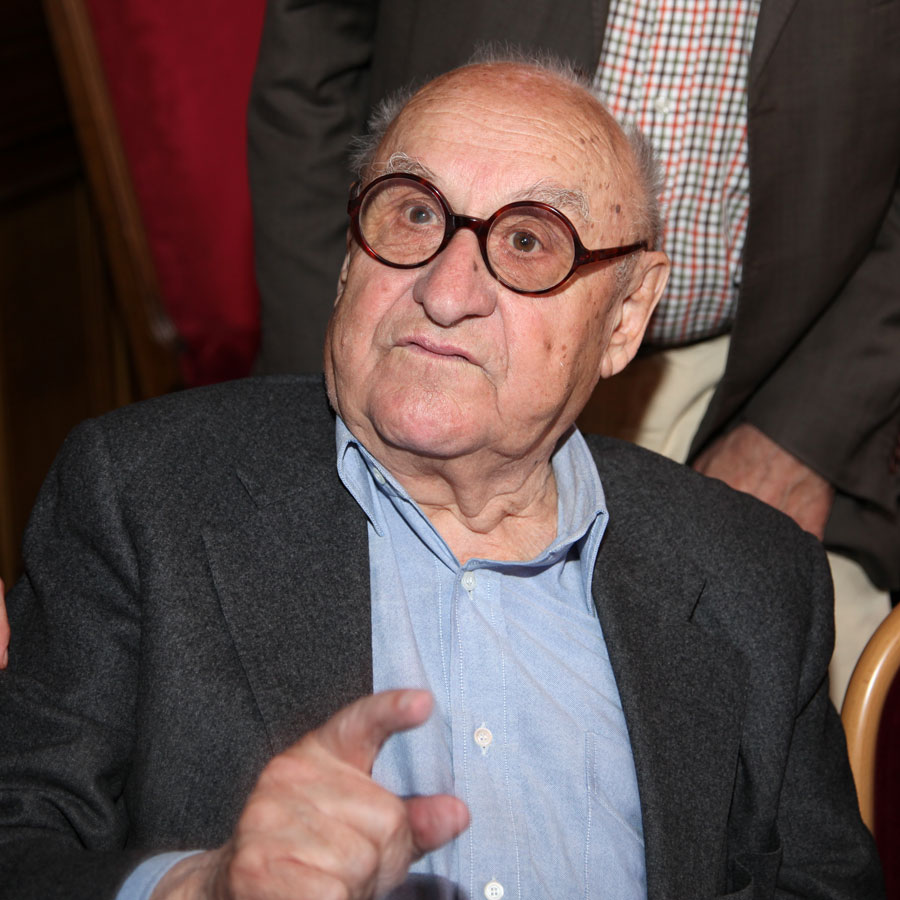
Густав Пейхль

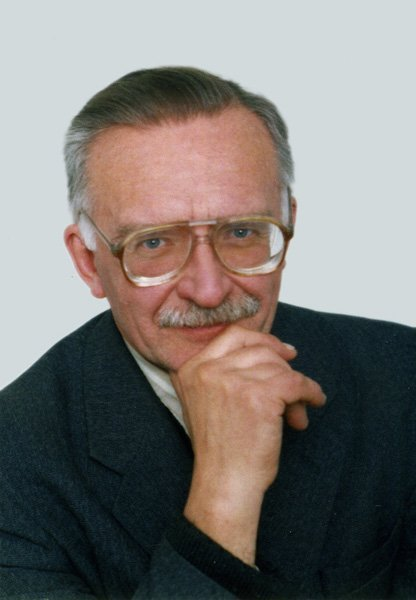
Юрий Щербинин

- Агаронян, Ованес Вараздатович (56) — армянский государственный деятель, депутат Национального собрания Армении (1995—1999)[158].
- Данцберга, Хелга (77) — советская и латвийская актриса театра и кино, артистка Латвийского национального театра[159].
- Кентер, Йылдыз (91) — турецкая актриса[160].
- Курзавиньский, Яцек (57) — польский тренер по волейболу, тренер женской волейбольной сборной Польши[161].
- Лопухов, Владимир Фёдорович (75) — советский артист балета, солист Ленинградского театра оперы и балета имени С. М. Кирова (1964—1987), сын Ф. В. Лопухова[162].
- Пафкович, Вацлав (83) — чехословацкий гребец академического стиля, бронзовый призёр летних Олимпийских игр в Риме (1960)[163].
- Пачачи, Эднан (96) — иракский государственный деятель, министр иностранных дел (1965—1967), и. о. премьер-министра Ирака (2004)[164].
- Пейхль, Густав (91) — австрийский архитектор[165].
- Рауб, Максимилиан (93) — австрийский гребец-байдарочник, бронзовый призёр летних Олимпийских игр в Хельсинки (1952) и 
в Мельбурне (1956)[166].
- Тышкевич, Регина Иосифовна (90) — белорусский математик, доктор физико-математических наук (1984), профессор (1986)[167].
- Фёдоров-Вишняков, Виктор Сергеевич (77) — советский и российский актёр, заслуженный артист Российской Федерации (1999) .
- Хамфрис, Бен (85) — австралийский государственный деятель, министр по делам ветеранов (1987—1993)[168].
- Хейуорд, Джейн (69) — британская киноактриса; ДТП[169].
- Чермакова, Ирина (75) — чехословацкая хоккеистка на траве, серебряный призёр летних Олимпийских игр в Москве (1980)[170].
- Щербинин, Юрий Леонидович (78) — украинский музыковед[171].

### 16 ноября

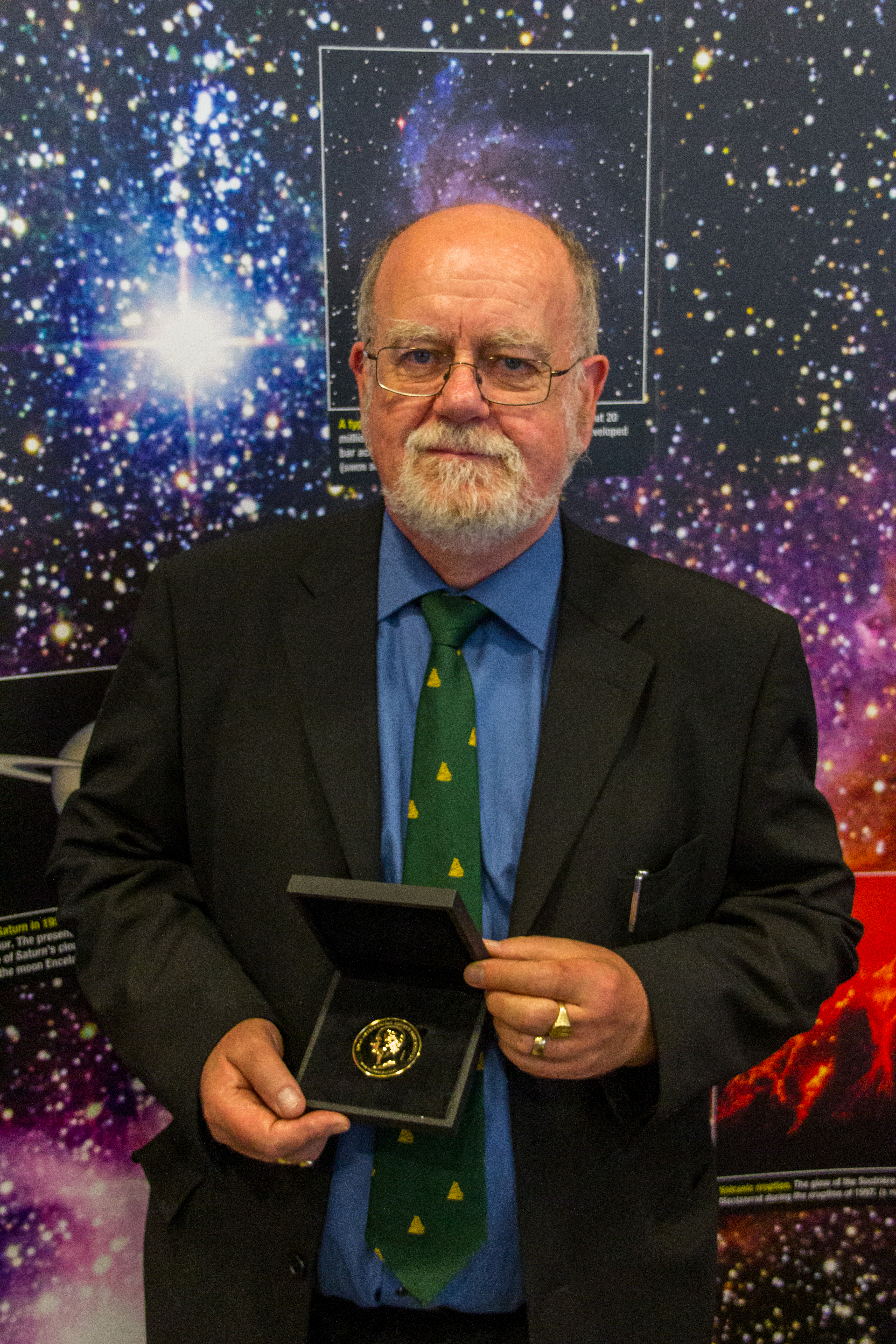
Джон Кэмпбелл Браун

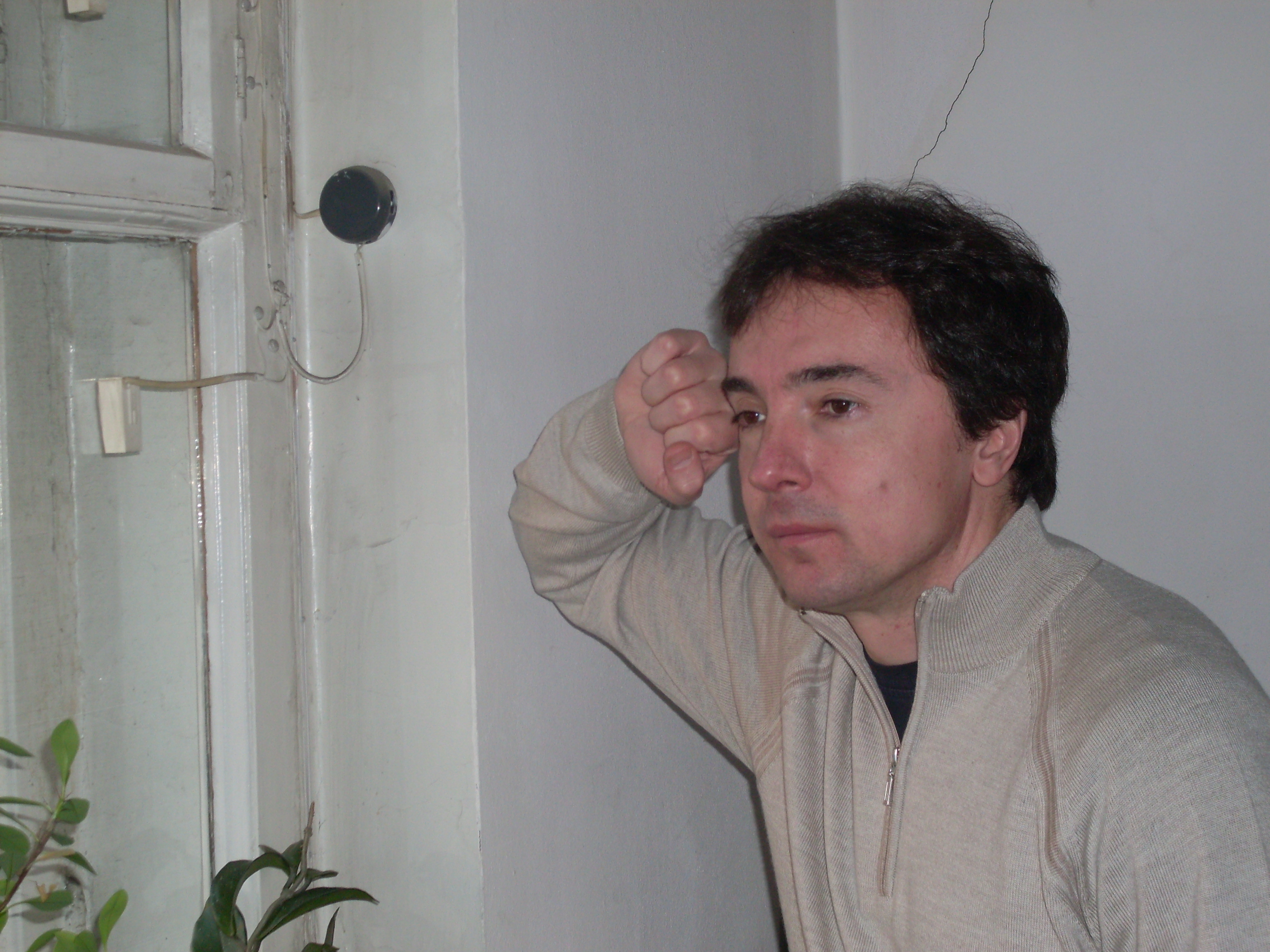
Валерий Дударев

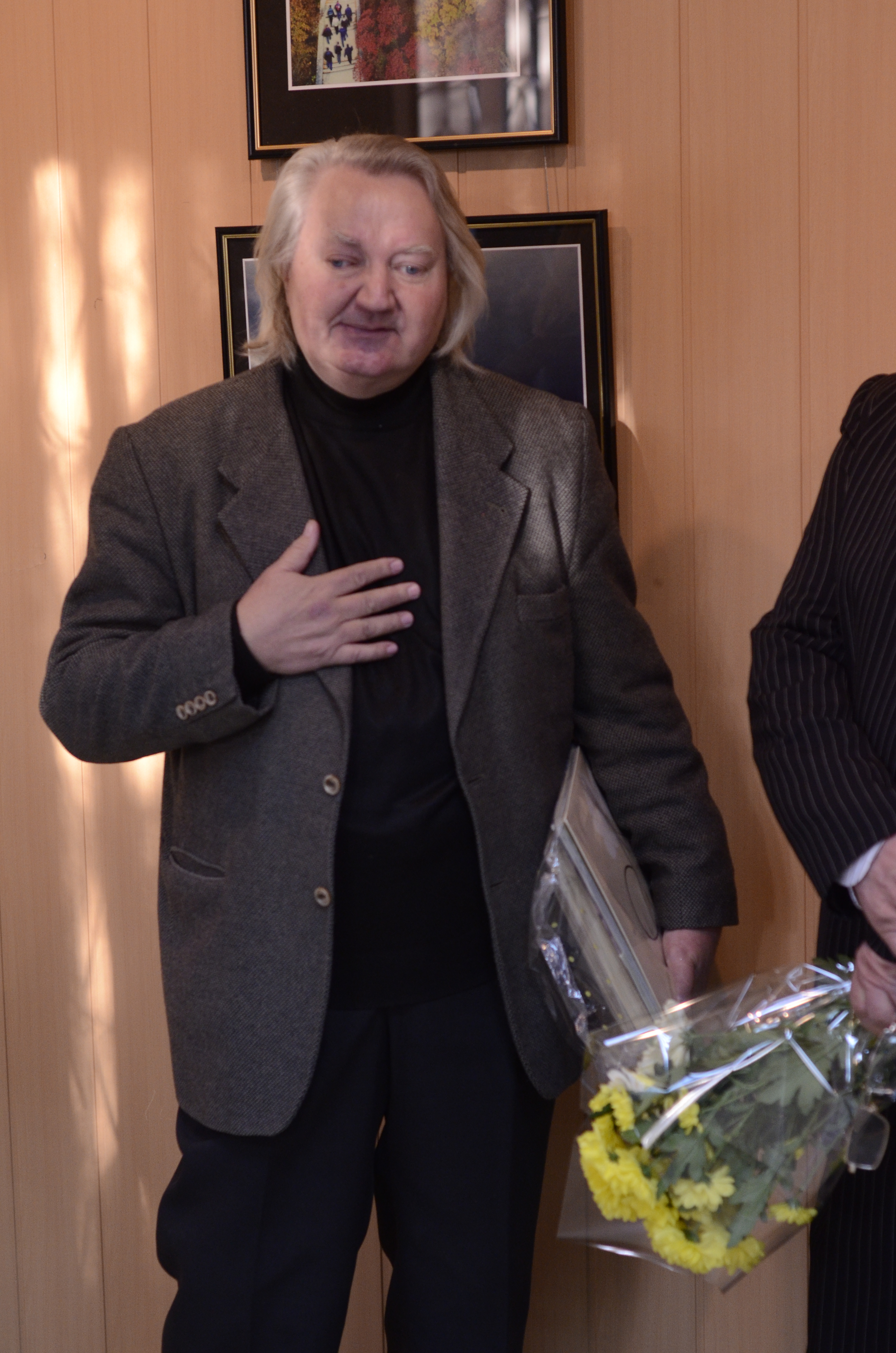
Николай Капуста

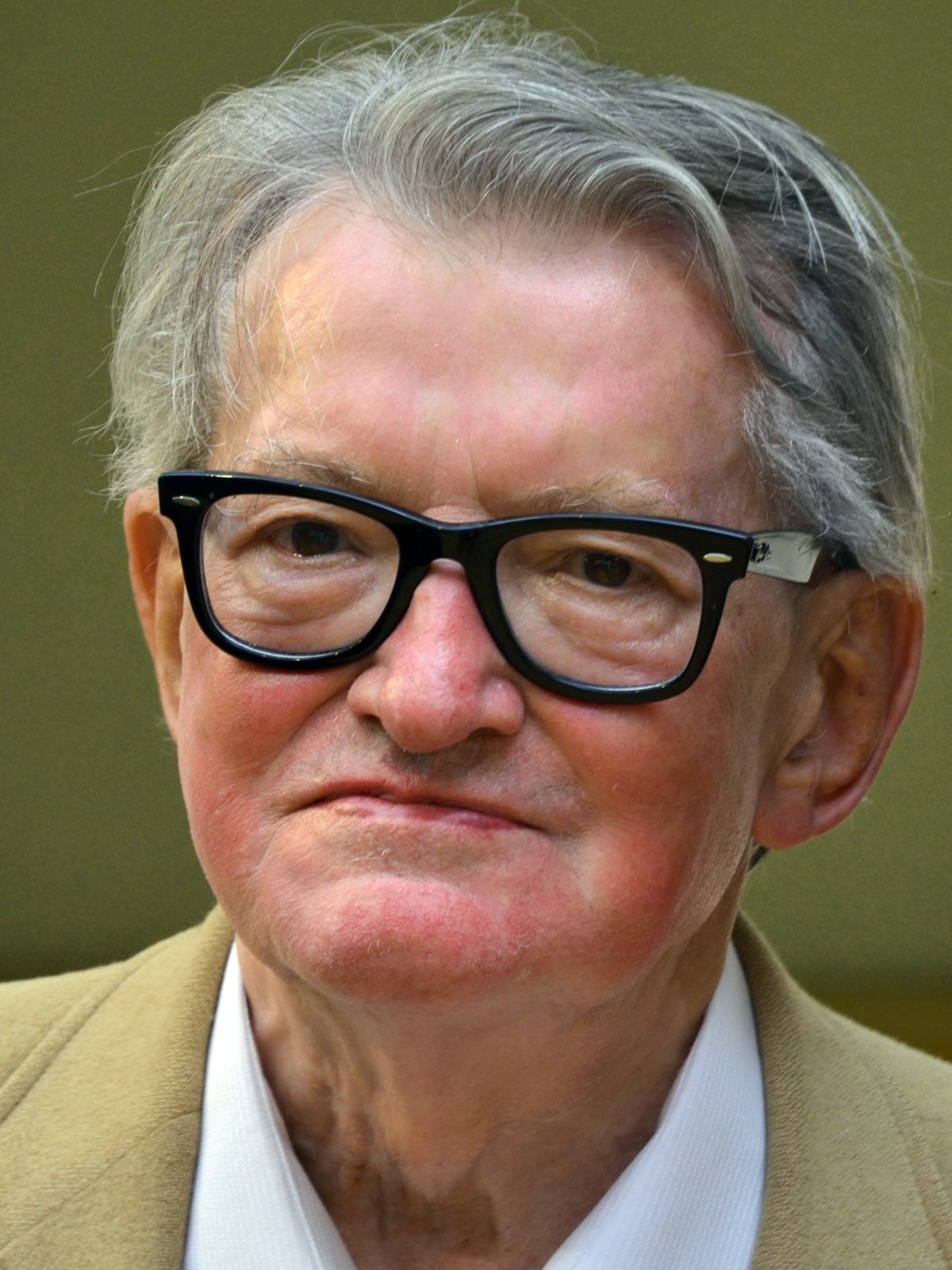
Войтех Ясны

- Браун, Джон Кэмпбелл (72) — шотландский астроном[172].
- Винайкин, Василий Павлович (95) — советский и украинский скульптор, заслуженный деятель искусств УССР (1971)[173].
- Дударев, Валерий Фёдорович (54) — русский поэт, главный редактор журнала «Юность» (2007—2019)[174].
- Иванова, Вера Васильевна (85) — советский и российский детский инфекционист, директор НИИ детских инфекций (1976—2008), член-корреспондент РАМН (2000—2014), член-корреспондент РАН (2014)[175].
- Исаев, Никита Олегович (41) — российский политический деятель[176].
- Капуста, Николай Николаевич (81) — украинский художник-карикатурист и журналист, заслуженный журналист Украины (1996)[177].
- Климкин, Виктор Иванович (61) — российский пожарный, генерал-лейтенант внутренней службы[178].
- Морена, Эрик (68) — французский певец[179].
- Насси, Фабрицио (68) — итальянский волейболист, серебряный призёр чемпионата мира в Италии (1978)[180].
- Никулеску-Дувэз, Богдан (69) — румынский государственный и политический деятель, министр по делам молодёжи и спорта (1990—1991)[181].
- О’Нилл, Терри (81) — английский фотограф[182].
- Очеретянский, Александр Иосифович (73) — русский поэт, редактор, исследователь литературного авангарда[183].
- Рехвиашвили, Анико Юрьевна (55) — украинский хореограф, художественный руководитель балетной труппы Киевского национального театра оперы и балета имени Тараса Шевченко[184].
- Симонов, Вениамин Фёдорович (83) — российский учёный в области энергетики, доктор технических наук, профессор кафедры «Промышленная теплотехника» СГТУ[185].
- Уилер, Джонни (91) — английский футболист («Ливерпуль»)[186].
- Ясны, Войтех (93) — чешский кинорежиссёр[187].

### 15 ноября

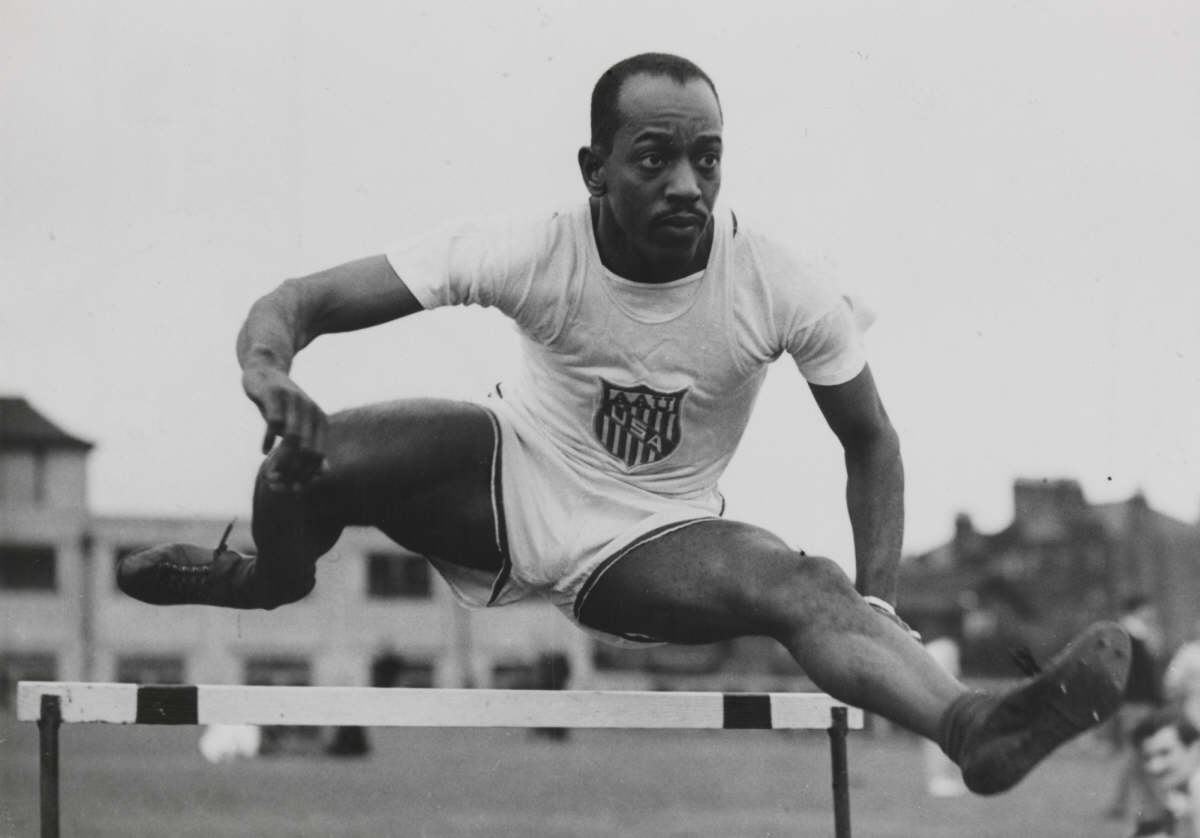
Харрисон Диллард

- Вахджуди, Йохан (66) — индонезийский бадминтонист, чемпион мира (1977; Мальмё, Швеция)[188].
- Диллард, Харрисон (96) — американский спринтер, четырёхкратный чемпион летних Олимпийских игр в Лондоне (1948) и в Хельсинки (1952)[189].
- Март, Марсель (92) — люксембургский государственный деятель, министр экономики, энергетики и транспорта (1969—1977)[190].
- Мовчан, Борис Алексеевич (91) — советский и украинский учёный в области физического металловедения и металлургии, академик АН УССР — НАНУ (1978)[191].
- Осико, Вячеслав Васильевич (87) — советский и российский физик, академик РАН (1991; академик АН СССР с 1987)[192].
- Пашов, Минчо (58) — болгарский тяжелоатлет, бронзовый призёр летних Олимпийских игр в Москве (1980)[193].
- Пец, Юлиуш (84) — польский священнослужитель, архиепископ Познани (1996—2002)[194].
- Хотиняну, Владимир Фёдорович (69) — молдавский врач и государственный деятель, министр здравоохранения Молдавии (2009—2011)[195].
- Чеснокова, Нина Павловна (79) — советский и российский патофизиолог, доктор медицинских наук (1980), профессор кафедры патофизиологии СГМУ[196].

### 14 ноября

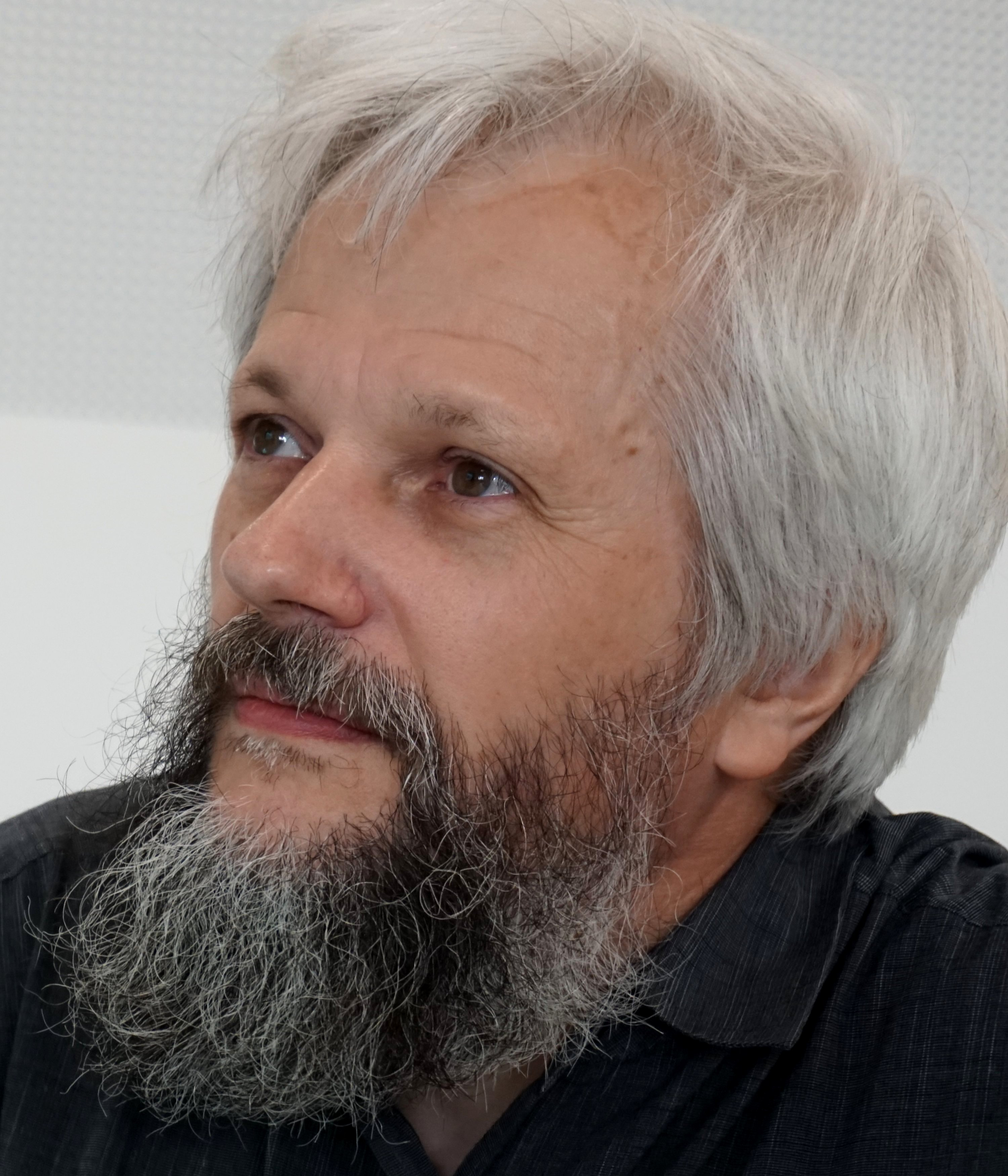
Виталий Безрогов

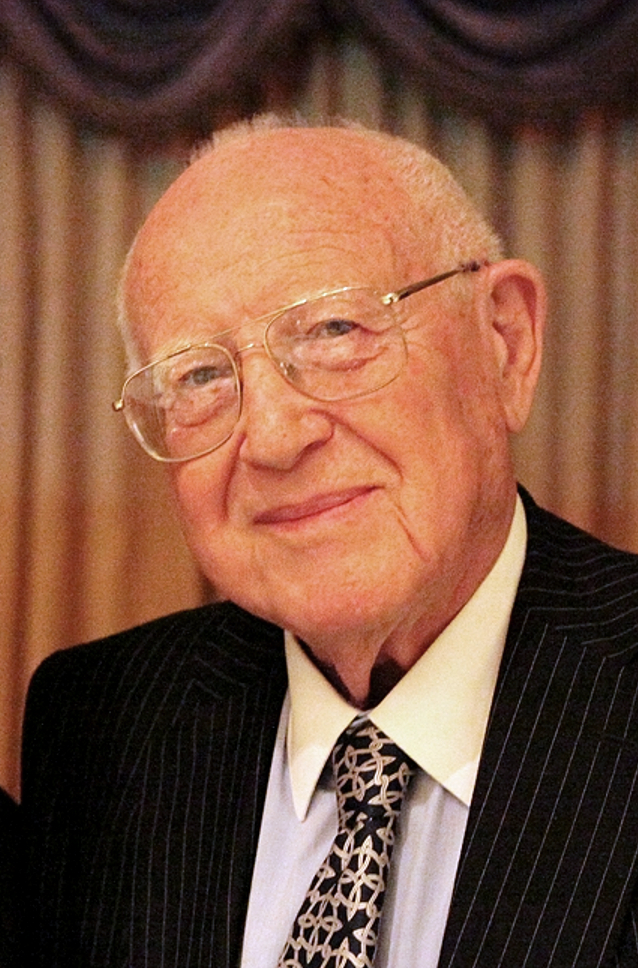
Бранко Лустиг

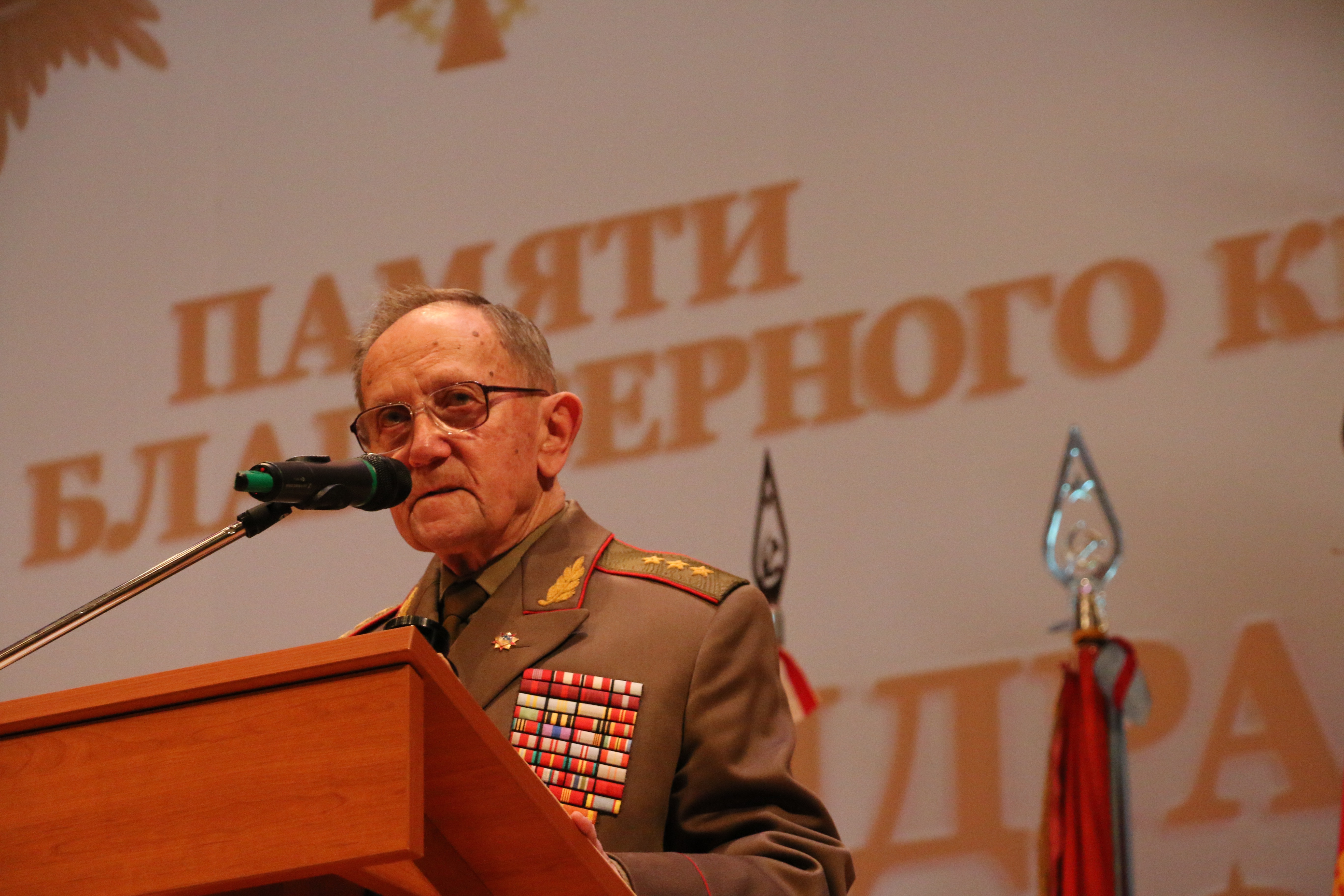
Сергей Стычинский

- Алмазов, Юрий Анатольевич (50) — российский музыкант, поэт, продюсер и лидер группы «Бумер»[197].
- Артыков, Владимир Аннакулиевич (85) — советский и российский художник, почётный член РАХ[198].
- Бакса, Мария (73) — сербская и итальянская актриса[199].
- Безрогов, Виталий Григорьевич (60) — российский педагог, преподаватель РГГУ, член-корреспондент РАО (2006)[200].
- Килочицкий, Пётр Яковлевич (71) — украинский зоолог и паразитолог, доктор биологических наук (2003), профессор (2004)[201].
- Комиссаров, Вячеслав Сергеевич (81) — советский деятель органов правопорядка, первый заместитель министра внутренних дел РСФСР (1991—1992), генерал-майор внутренней службы[202].
- Лустиг, Бранко (87) — хорватский и американский кинопродюсер[203].
- Нараян Сингх, Вашиштха (77) — индийский математик[204].
- Мартиш, Станислав (87) — словацкий певец (лирический тенор)[205].
- Пренс, Хуан Октавио (86 или 87) — аргентинский и югославский писатель и переводчик балканской литературы[206].
- Просенко, Александр Евгеньевич (72) — советский и российский химик, доктор химических наук (2010), заслуженный профессор НГПУ[207].
- Сайденцаль, Олег Александрович (44) — многократный чемпион России, Европы и мира в жиме лёжа на различных соревнованиях по пауэрлифтингу, рекордсмен мира[208].
- Смилянская, Ирина Михайловна (94) — советский и российский историк-арабист, доктор исторических наук (1981), профессор, сотрудник Института востоковедения РАН (с 1956 года)[209].
- Стычинский, Сергей Александрович (94) — советский военачальник, начальник штаба — первый заместитель командующего ПрибВО (1974—1981), генерал-полковник (1979)[210].
- Таранченко, Владимир Васильевич (86) — украинский кинооператор, заслуженный артист Украины (1996)[211].
- Фергюсон, Джин (74) — британская актриса[212].

### 13 ноября

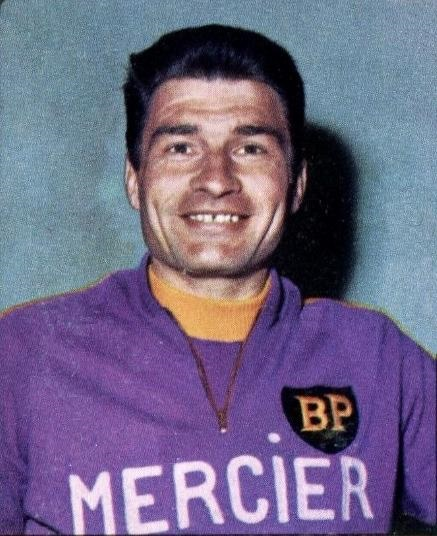
Раймон Пулидор

- Бурсов, Иван Терентьевич (91) — советский и белорусский писатель и литературный переводчик[213].
- Корбеллини, Джорджо (72) — итальянский прелат и ватиканский куриальный сановник, титулярный епископ Абулы (с 2009 года)[214].
- Кошкин, Михаил Петрович (65) — российский государственный деятель, депутат Государственной думы (1995—1999)[215].
- Малиновский, Борис Николаевич (98) — украинский учёный в области вычислительной техники, член-корреспондент АН УССР—НАНУ (1969)[216].
- Михайлов, Николай Иванович (69) — российский правовед, доктор юридических наук, профессор (2008), первый заместитель директора ИГП РАН (с 2012 года), заслуженный юрист Российской Федерации (2017)[217].
- Модра, Киран (47) — австралийский тандемный велосипедист, пятикратный чемпион Паралимпийских игр; ДТП[218].
- Пулидор, Раймон (83) — французский шоссейный велогонщик[219].
- Тимистер, Джозеф (57) — нидерландский дизайнер; самоубийство[220].
- Хейтц, Джейн Гэллоуэй (78) — американская актриса[221].

### 12 ноября

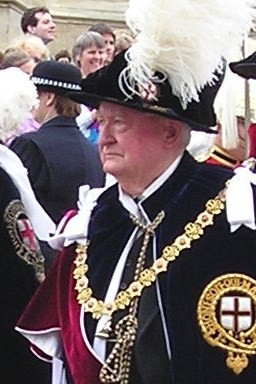
Эдвин Брамолл

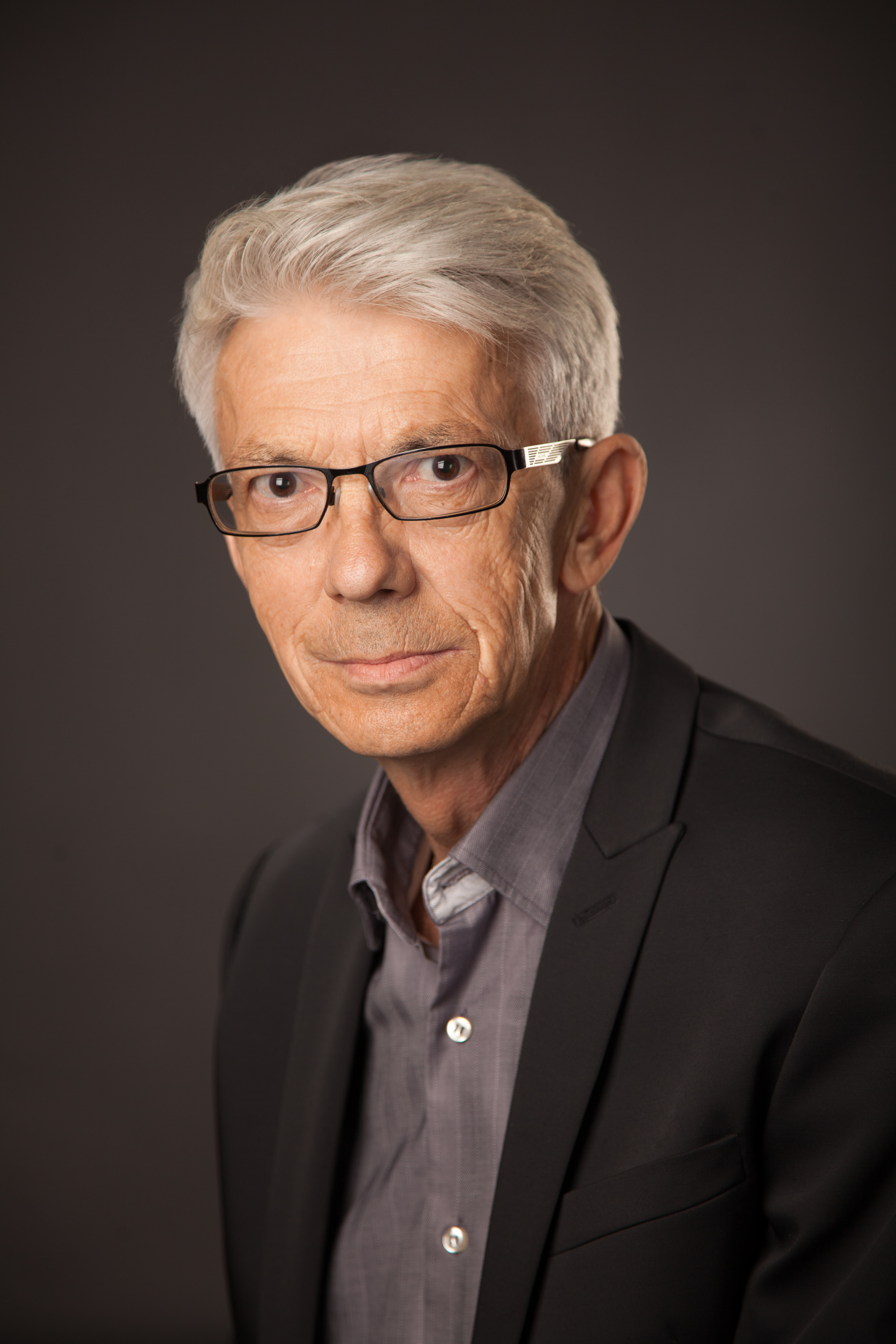
Сергей Степанов

- Авакян, Гагик Норайрович (72) — российский эпилептолог, доктор медицинских наук, профессор кафедры неврологии и нейрохирургии РНИМУ, заслуженный деятель науки Российской Федерации[222].
- Брамолл, Эдвин (95) — британский военачальник, фельдмаршал (1982)[223].
- Гольдфарб, Вениамин Иосифович (78) — советский и российский машиностроитель, доктор технических наук (1986), профессор (1988), заслуженный деятель науки Российской Федерации (1997)[224].
- Грозин, Василий Романович (80) — советский и российский тренер по самбо, заслуженный тренер СССР[225].
- Домская, Наталия Вячеславовна (65) — советская и российская пианистка, концертмейстер Мариинского театра[226].
- Закка, Эдвард (88) — ямайский государственный деятель, главный судья (1985—1996), генерал-губернатор Ямайки (1991)[227].
- Конопатов, Юрий Васильевич (80) — российский учёный в области ветеринарной медицины, доктор ветеринарных наук (1992), профессор кафедры биохимии и физиологии СПбГАВМ[228].
- Курилов, Василий Иванович (71) — советский футболист («Динамо» Брест)[229] Архивная копия от 13 ноября 2019 на Wayback Machine.
- Марин, Лучано (87) — итальянский актёр[230][231].
- Монахов, Вадим Макариевич (83) — советский и российский педагог, член-корреспондент РАО (1993; член-корреспондент АПН СССР с 1982)[232].
- Похотелов, Олег Александрович (73) — российский геофизик, доктор физико-математических наук, профессор, заведующий лабораторией геоэлектродинамики ИФЗ РАН[233].
- Степанов, Сергей Аркадьевич (64) — советский и российский правовед, доктор юридических наук (2004), профессор (2008), директор Института частного права (с 1997 года)[234].
- Тагути, Мицухиса (64) — японский футболист, игрок национальной сборной (1975—1984)[235].
- Христич, Зоран (81) — югославский и сербский композитор[236].

### 11 ноября

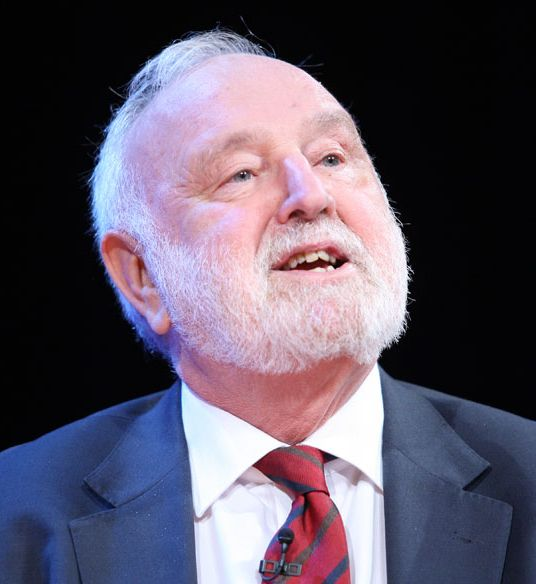
Фрэнк Добсон

- Аринахин, Александр Фёдорович (72) — советский и российский военачальник, генерал-лейтенант[237].
- Бранди, Освальдо (80) — аргентинский актёр[238].
- Добсон, Фрэнк (79) — британский государственный деятель, член Палаты общин (1979—2015), министр здравоохранения Великобритании (1997—1999)[239].
- Дэвид-Уэст, Там (83) — нигерийский государственный деятель, министр нефти и энергетики (1985—1986)[240].
- Ивашина, Иван Вакулович (100) — участник Великой Отечественной войны, Герой Советского Союза (1944)[241].
- Исаев, Николай Петрович (63) — советский и российский тренер по боксу, заслуженный тренер РСФСР (1991)[242].
- Каллинан, Эдвард (88) — британский архитектор[243].
- Киштеев, Юрий Егорович — советский и российский композитор и фольклорист[244].
- Краснов, Энгельс Яковлевич (92) — советский военно-морской деятель, контр-адмирал (1982)[245].
- Лаккин, Уинстон (64) — суринамский политик, министр иностранных дел Суринама (2010—2015)[246].
- Ле Мезюрье, Джеймс (48) — британский офицер, основатель и спонсор организации «Белые каски»[247].
- О'Нил, Ральф (85) — государственный деятель Британских Виргинских островов, премьер-министр (1995—2003, 2007—2011)[248].
- Плисс, Геннадий Борисович (90) — советский и российский онколог, доктор медицинских наук (1966), профессор, сотрудник НИИ онкологии имени Н. Н. Петрова (с 1956 года) заслуженный деятель науки Российской Федерации (1998)[249].
- Путинцев, Николай Михайлович (75) — российский химик, доктор физико-математических наук (1996), профессор, главный научный сотрудник МГТУ[250].
- Сойсал, Мюмтаз (90) — турецкий юрист, министр иностранных дел Турции (1994)[251].
- Хрущ, Роман Борисович (59) — российский кинорежиссёр[252].
- Эмбер, Жак (89) — французский гангстер[253].

### 10 ноября

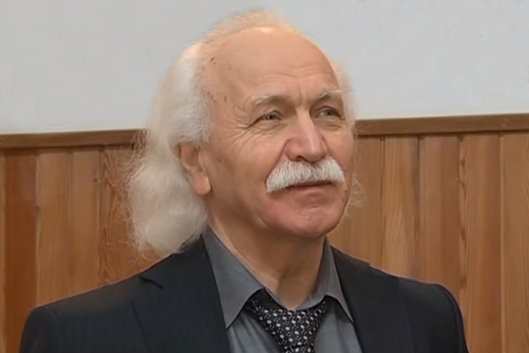
Михаил Щетинин

- Альберт, Вернер (84) — немецкий композитор и дирижёр[254].
- Биситов, Андрей Степанович (57) — украинский бард и поэт[255].
- Будкеев, Михаил Яковлевич (96) — советский и российский художник, народный художник Российской Федерации (2007)[256].
- Бырчек, Ян (83) — польский музыкант[257].
- Волошин, Василий Емельянович (91) — украинский Праведник народов мира[258].
- Городецкий, Борис Юрьевич (77) — российский лингвист, доктор филологических наук, профессор[259].
- Де Дженова, Лучано (88) — итальянский тяжелоатлет, серебряный призёр чемпионата мира в Стокгольме (1958)[260].
- Кантеладзе, Пируз Григорьевич (70) — советский футболист, игрок клуба «Динамо» Тбилиси (1967—1979)[261].
- Магре, Вим (57) — нидерландский органист и дирижёр[262].
- Надточий, Юрий Сергеевич (75) — советский и российский писатель[263].
- Сивош, Иштван (71) — венгерский ватерполист, чемпион летних Олимпийских игр в Монреале (1976)[264].
- Щетинин, Михаил Петрович (75) — российский педагог, академик РАО (1992; академик АПН СССР с 1991)[265].

### 9 ноября

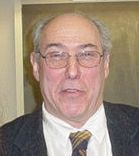
Ноэл Игнатьев

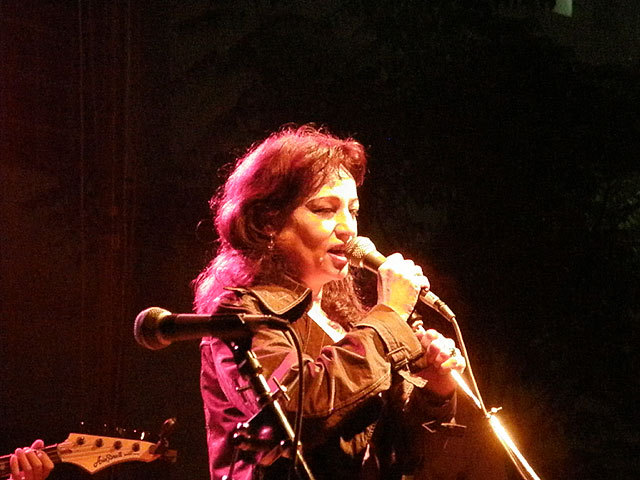
Сотириа Леонарду

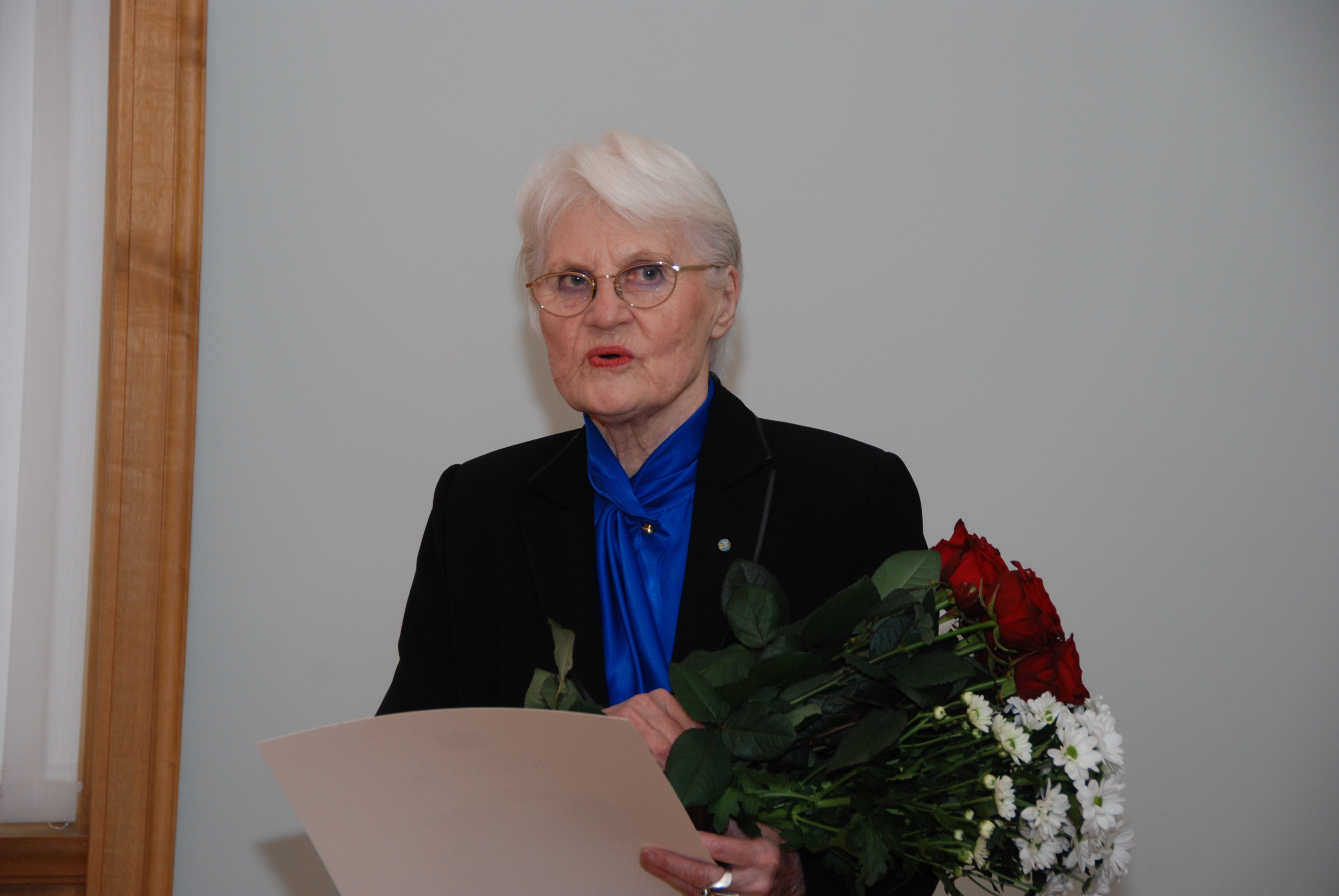
Джемма Скулме

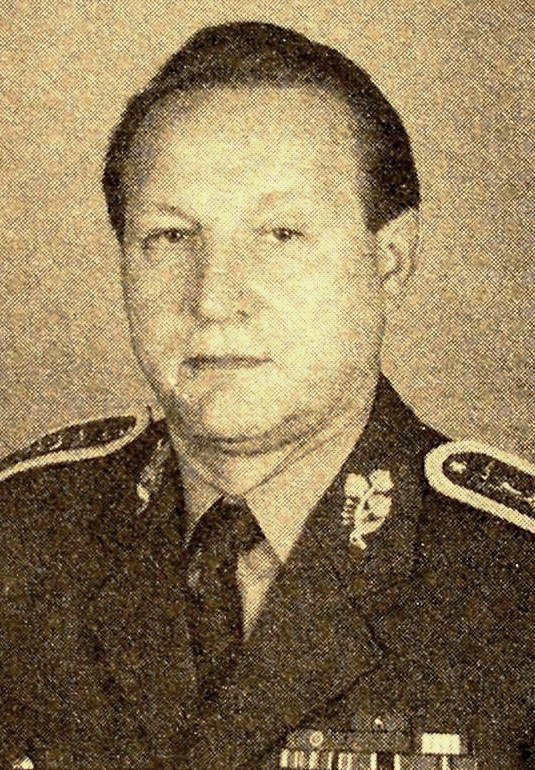
Йозеф Тухиня

- Бирхофер, Адольф (85) — немецкий физик, лауреат медали Вильгельма Экснера (1984), почётный доктор Курчатовского института (1998)[266].
- Бонкомпаньи, Элио (86) — итальянский дирижёр[267].
- Брин, Джордж (84) — американский пловец, обладатель серебряной и трёх бронзовых медалей летних Олимпийских игр в Мельбурне (1956) и в Риме (1960)[268].
- Верел, Ханс (66) — нидерландский футболист и футбольный тренер[269].
- Зорин, Георгий Алексеевич (72) — белорусский криминалист, доктор юридических наук (1991), профессор (1990)[270].
- Иванов, Владимир Петрович (83) — советский и российский тренер по лёгкой атлетике, заслуженный тренер Российской Федерации[271].
- Игнатьев, Ноэл (78) — американский историк[272].
- Леонарду, Сотириа (43) — греческая певица и актриса[273].
- Луэр, Карлайл (97) — американский ботаник[274].
- Моуинни, Брайан (79) — государственный деятель Великобритании, член Палаты общин (1979—2005) и Палаты лордов (2005—2017)[275].
- Ньюман, Андреа (81) — британская писательница[276].
- Перевозчиков, Валерий Кузьмич (74) — советский и российский журналист, биограф Владимира Высоцкого[277].
- Погорелов, Иван Семёнович (106) — советский пилот гражданской авиации, заслуженный пилот СССР (1969)[278].
- Скулме, Джемма (94) — советская и латвийская художница, народный художник Латвийской ССР (1976), дочь Ото Скулме[279].
- Стрешний, Владимир Ильич (83) — советский футболист, выступавший за ЦСКА, главный тренер Вооружённых Сил СССР (1970)[280].
- Траутвейн, Альфред (79) — немецкий биофизик, лауреат премии Макса Планка (1993)[281].
- Тухиня, Йозеф (77) — словацкий государственный и военный деятель, министр внутренних дел (1993—1994) и начальник Генерального штаба Вооружённых сил Словакии (1994—1998)[282].

### 8 ноября

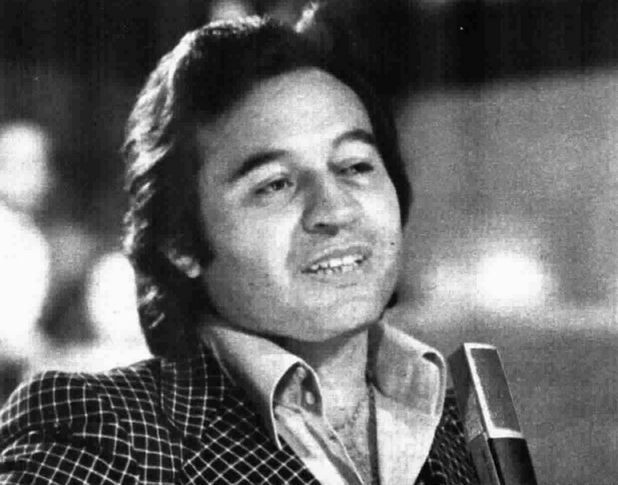
Фред Бонгусто

- Белл, Венделл (95) — американский социолог и футуролог[283].
- Бонгусто, Фред (84) — итальянский композитор и певец[284].
- Бородай, Александр Андреевич (73) — украинский художник, заслуженный художник Украины (2008)[285].
- Детуш, Люсетт (107) — французская балерина и преподаватель балета, вдова Луи-Фердинанда Селина[286].
- Донер, Вернер (90) — последний оставшийся в живых после катастрофы дирижабля «Гинденбург» 6 мая 1937 года[287].
- Крутиков, Анатолий Фёдорович (86) — советский футболист, чемпион Европы (1960; Париж) в составе сборной СССР, заслуженный мастер спорта СССР (1967)[288].
- Мур, Джекки (73) — американская певица[289].
- Рябуха, Иван Васильевич (90) — советский передовик производства, Герой Социалистического Труда (1981)[290].
- Шадли, Амор (94) — тунисский физик, министр образования Туниса (1986—1987)[291].

### 7 ноября

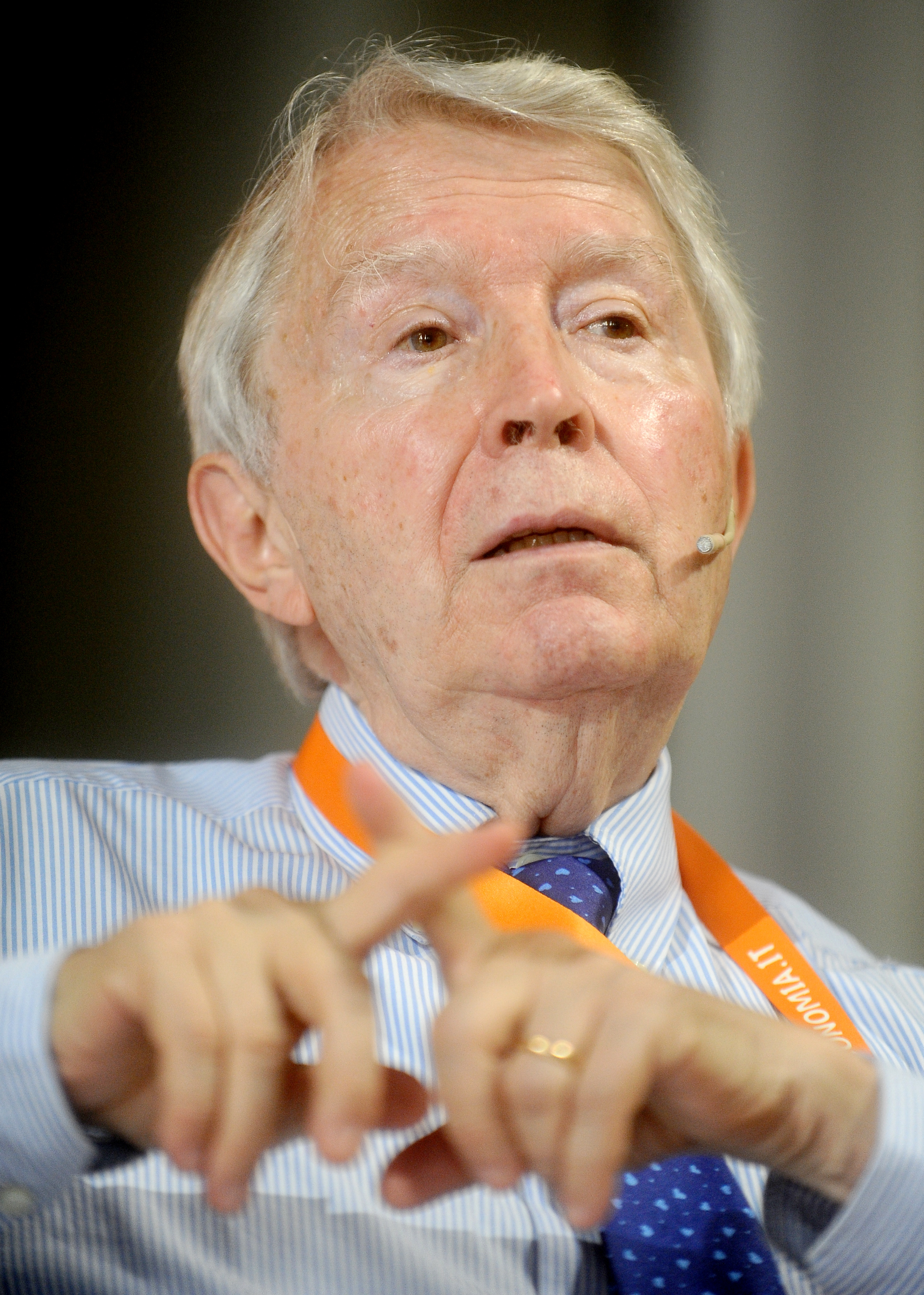
Ремо Бодеи

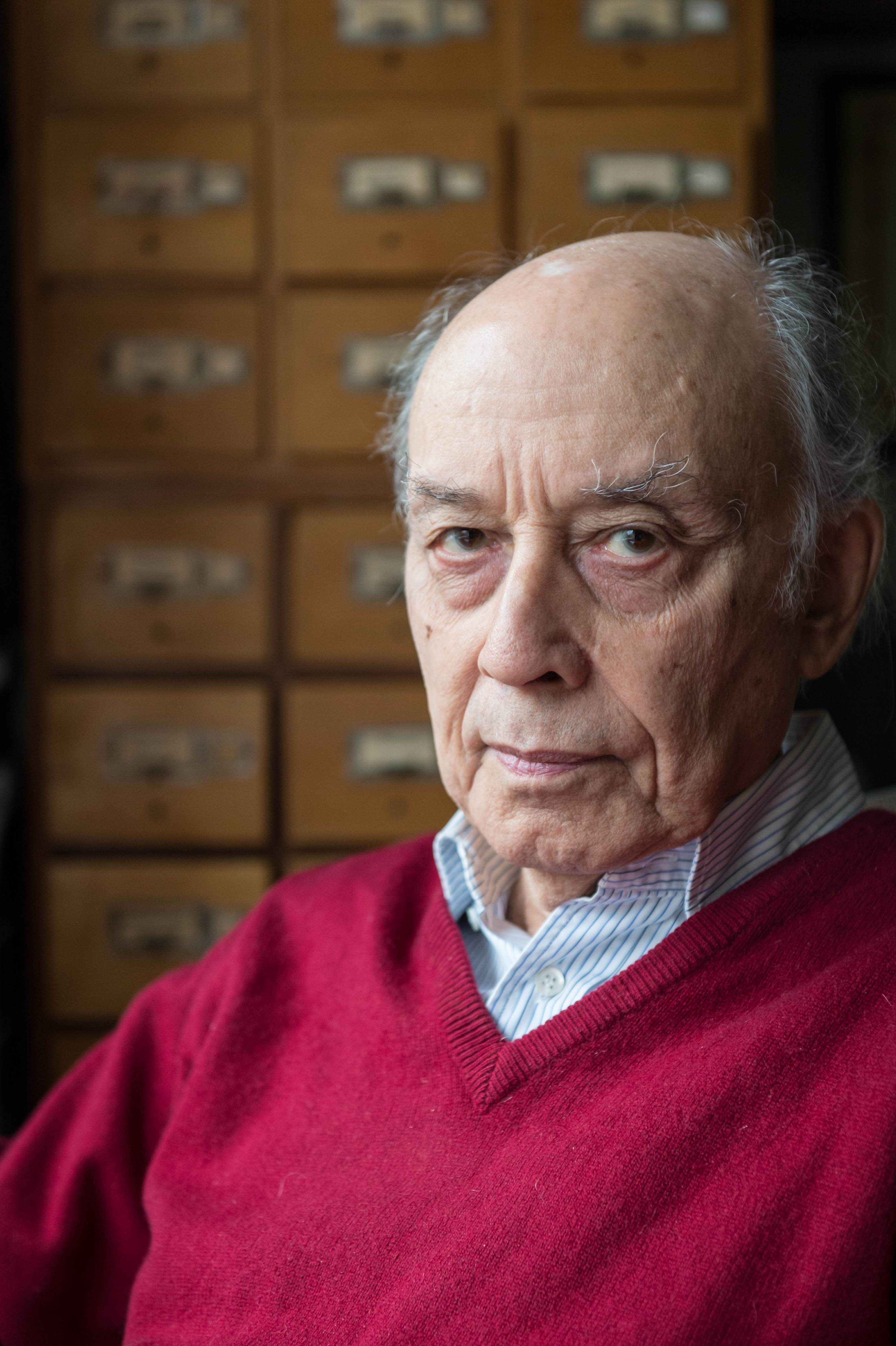
Лев Клейн

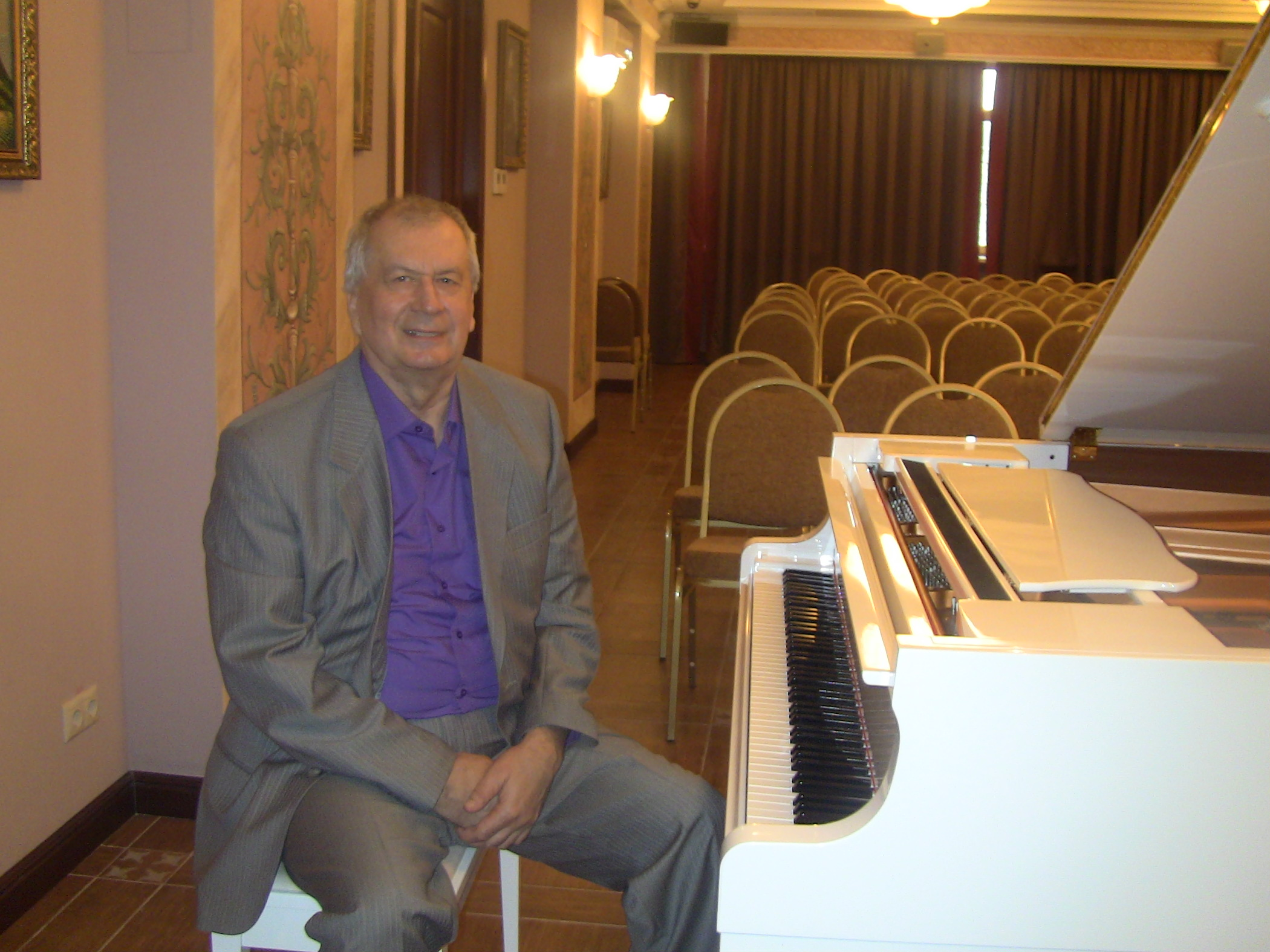
Юрий Маркелов

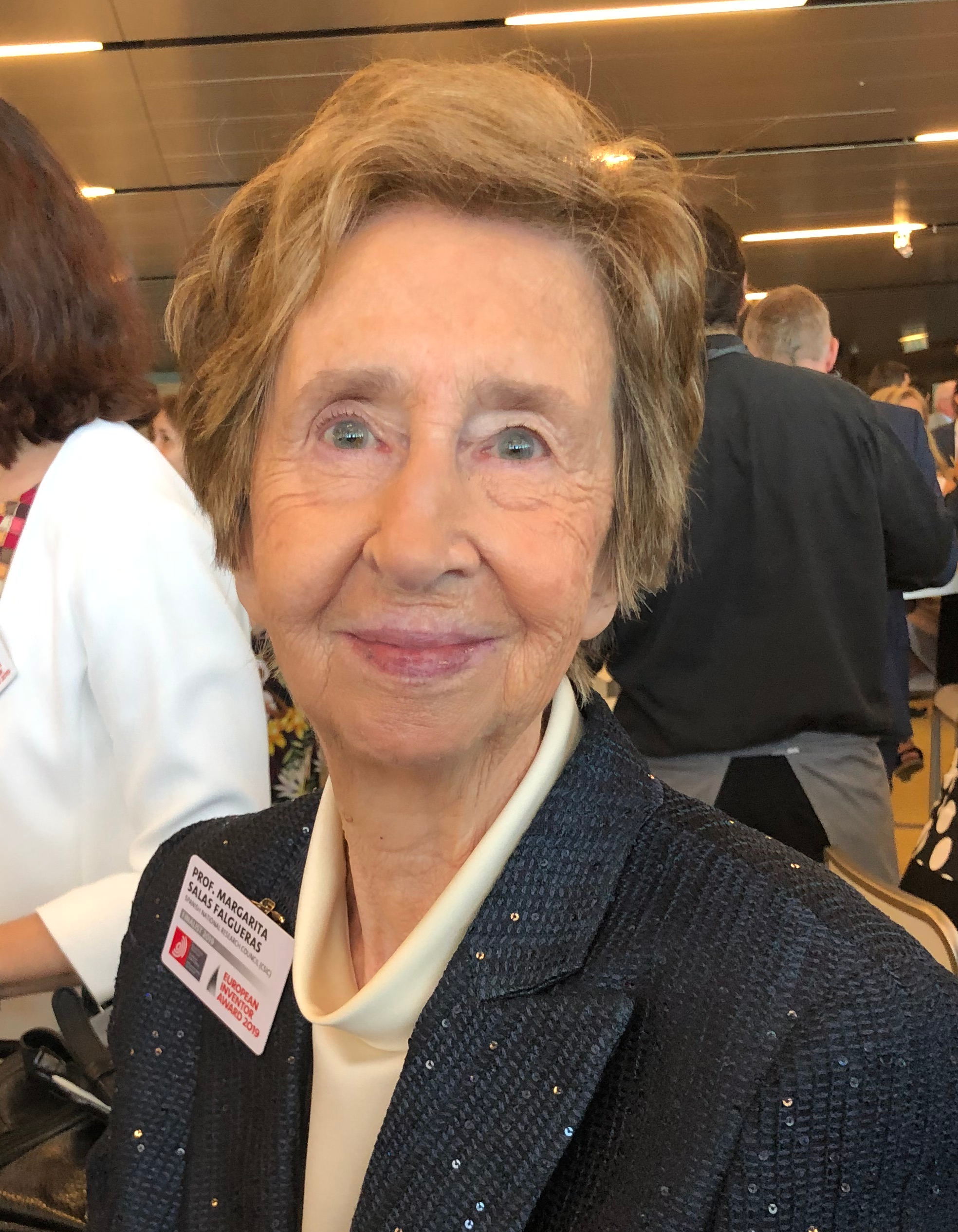
Маргарита Салас

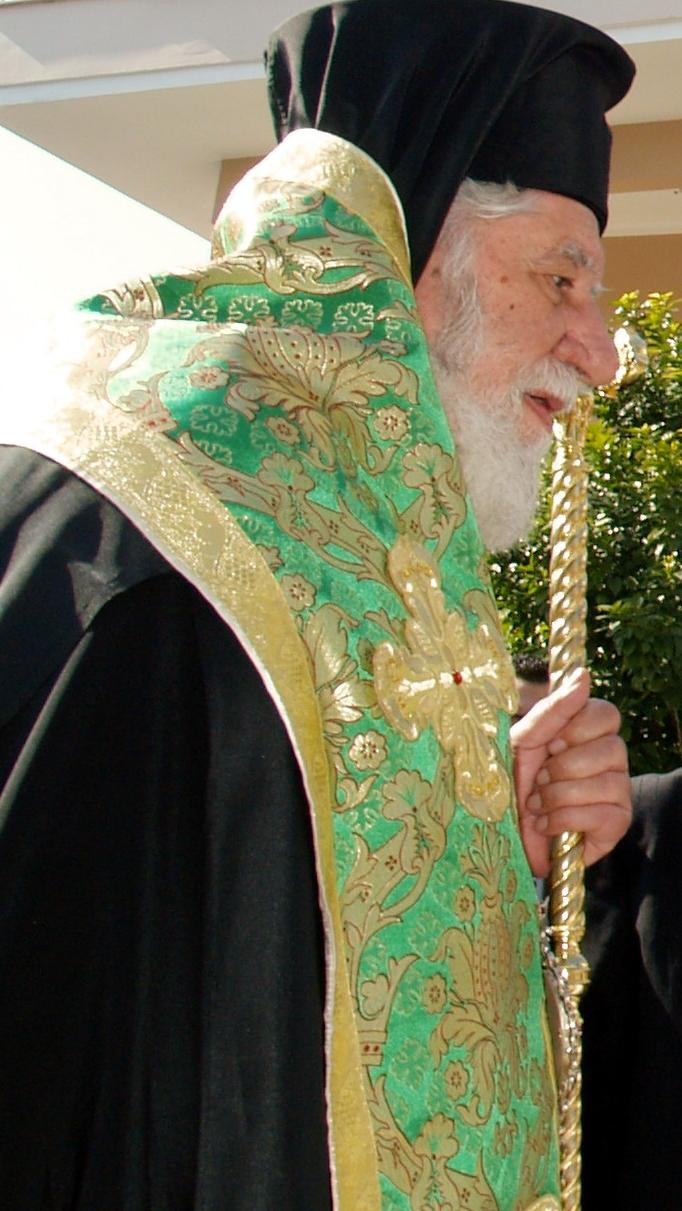
Хризостом (Зафирис)

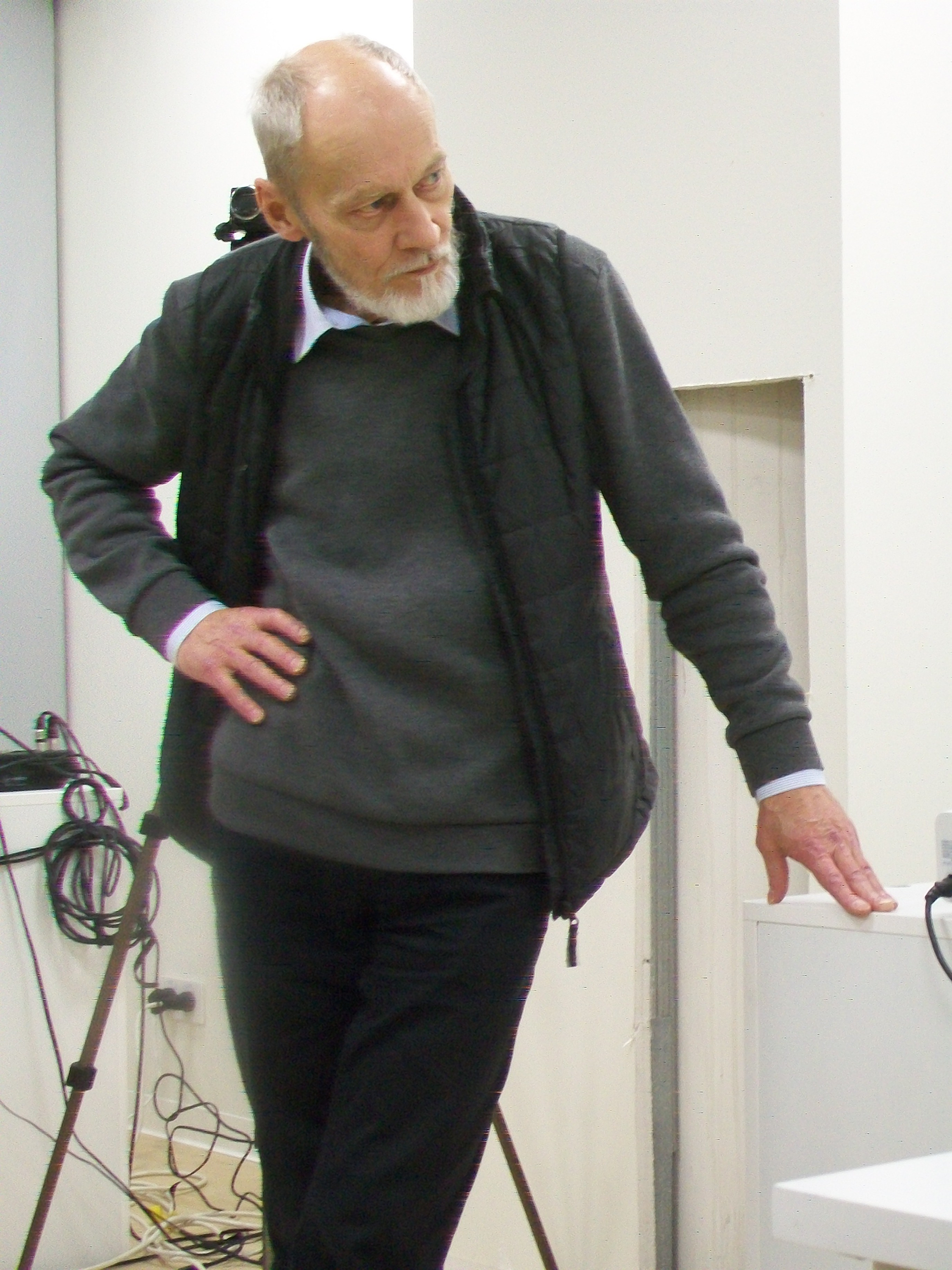
Сергей Шаров-Делоне

- Белов, Сергей Владимирович (83) — российский литературовед, книговед, библиограф, доктор исторических наук (1970), профессор[292].
- Бодеи, Ремо (81) — итальянский философ[293].
- Виттон, Патрик-Луи (68) — французский модельер, глава торгового дома «Louis Vuitton»[294].
- Генатулин, Анатолий Юмабаевич (94) — советский и российский писатель[295].
- Керейтов, Рамазан Хусинович (76) — советский и российский историк-кавказовед, доктор исторических наук (2000)[296].
- Клейн, Лев Самуилович (92) — советский и российский археолог и антрополог, доктор исторических наук, профессор[297].
- Максимович, Иван (57) — сербский рок-гитарист[298].
- Маркелов, Юрий Николаевич (69) — советский и российский композитор[299].
- Негро, Фьорелла (81) — итальянская фигуристка, чемпионка Италии (1954, 1955)[300].
- Пауэлл, Ник (69) — британский продюсер[301].
- Перего, Мария (95) — итальянский художник-мультипликатор[302].
- Салас, Маргарита (80) — испанский биолог, биохимик и молекулярный биолог, член Испанской королевской академии наук (1988)[303].
- Сен, Набанита (81) — индийская писательница[304].
- Сол, Фрэнк (95) — американский баскетболист[305].
- Тюрюмин, Александр Михайлович (91) — заслуженный лётчик-испытатель СССР (1974), Герой Советского Союза (1976)[306].
- Фримен, Роберт (82) — английский фотограф и графический дизайнер[307].
- Хризостом (Зафирис) (84) — епископ Элладской православной церкви, митрополит Перистерийский (1978—2019)[308].
- Шаров-Делоне, Сергей Александрович (63) — российский правозащитник[309].

### 6 ноября

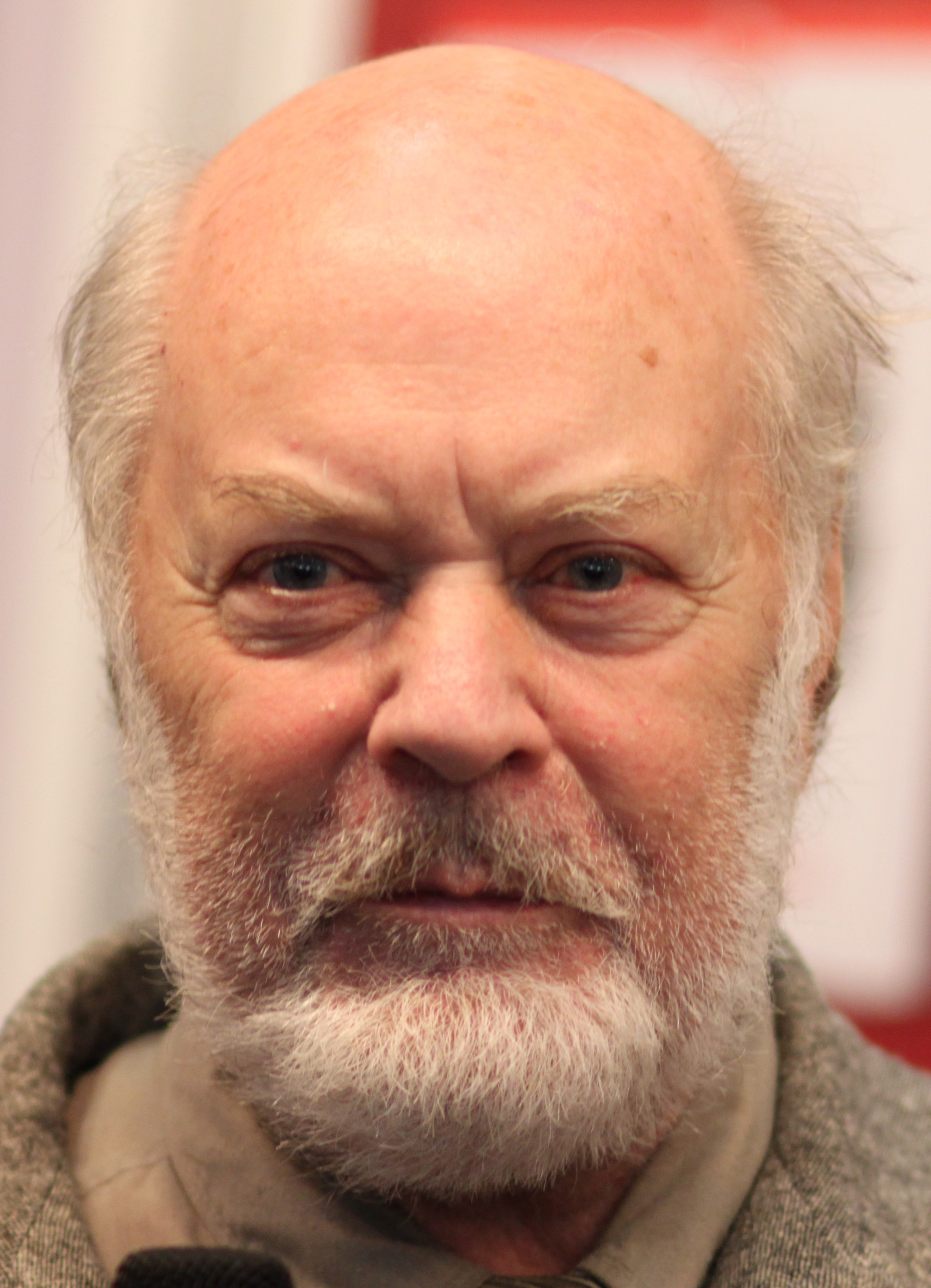
Лев Аннинский

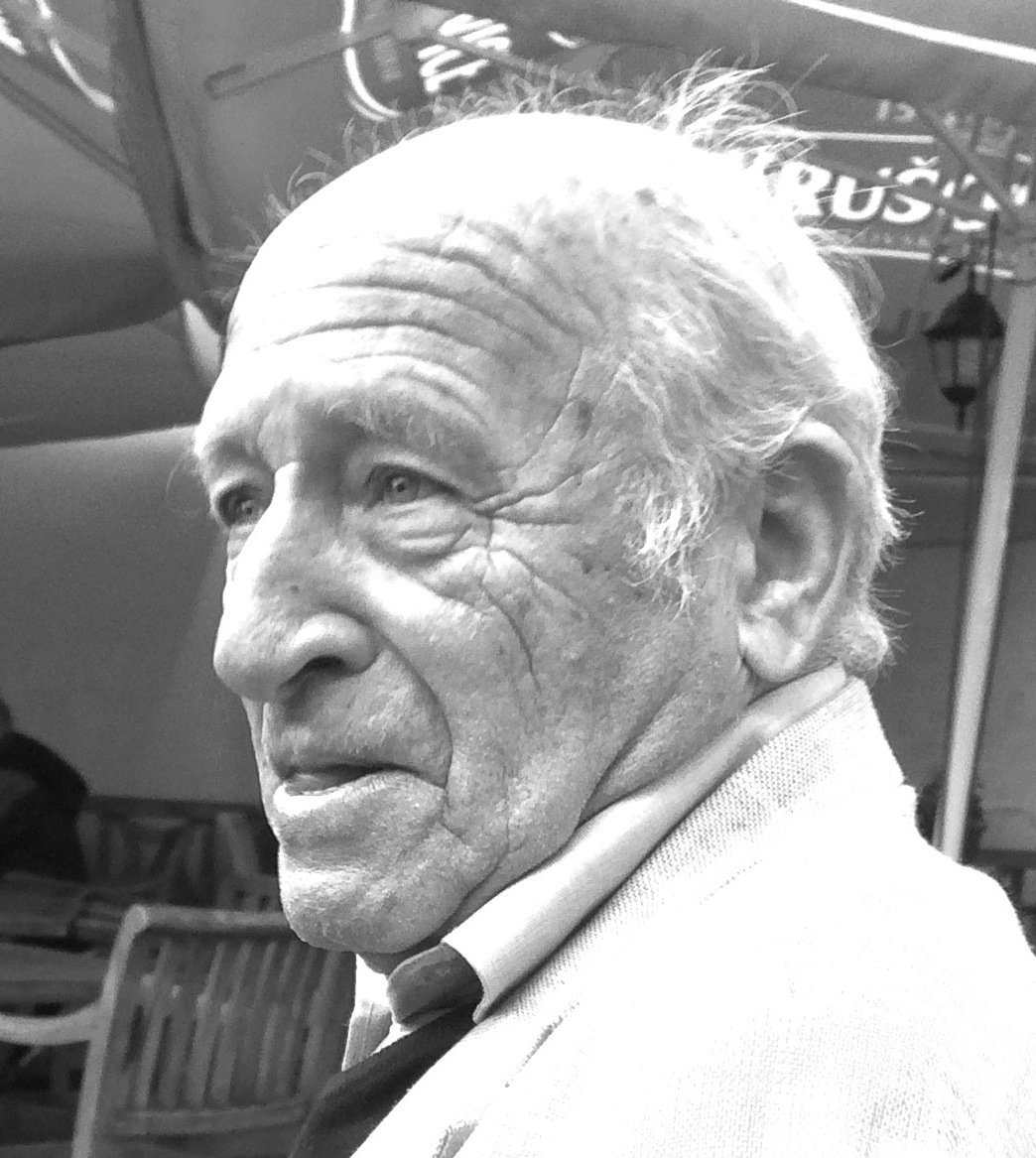
Ян Страский

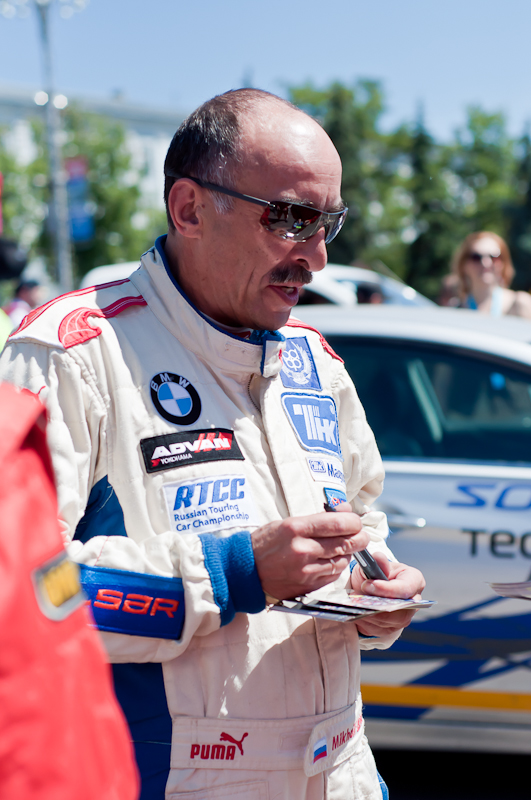
Михаил Ухов

- Аннинский, Лев Александрович (85) — советский и российский литературный критик[310].
- Баранник, Юрий Иванович (64) — украинский художник[311].
- Бурдерон, Роже (90) — французский историк[312].
- Гублиа, Георгий Константинович (91) — советский и абхазский писатель, лауреат Государственной премии Абхазии[313].
- Диксон, Стивен (83) — американский писатель[314].
- Евменов, Леонид Фёдорович (87) — белорусский философ и поэт, член-корреспондент НАН Беларуси (1991)[315].
- Купцов, Александр Иванович (64) — советский и российский актёр, артист Казанского ТЮЗа (с 1979 года), заслуженный артист Российской Федерации (2014)[316].
- Курро, Джон (86) — австралийский скрипач, альтист и дирижёр[317].
- Лампенс, Юлиан (93) — бельгийский архитектор[318].
- Минтон, Клайв (85) — австралийский орнитолог[319].
- Михайлов, Александр Анатольевич (63) — российский литаврист, профессор кафедры медных духовых и ударных инструментов Петербургской консерватории, заслуженный артист Российской Федерации (2003)[320].
- Мухаметзянов, Леонард Мухаметович (78) — советский игрок в хоккей с мячом, чемпион мира (1973; Москва, Красногорск), заслуженный мастер спорта СССР (1973)[321].
- Сорока, Владимир Фёдорович (83) — советский и российский хозяйственный деятель, доктор экономических наук, профессор[322].
- Страский, Ян (78) — чехословацкий и чешский государственный деятель, премьер-министр и и. о. президента Чехословакии (1992), министр транспорта (1993—1995), министр здравоохранения (1995—1998) Чехии[323].
- Тевоэджре, Альбер (89) — бенинский писатель и государственный деятель, министр информации Дагомеи (1960—1963)[324].
- Ухов, Михаил Сергеевич (61) — российский автогонщик[325].
- Ханак, Михаэль (88) — немецкий химик[326]
- Хедеман, Вальтер (87) — немецкий композитор[327].

### 5 ноября

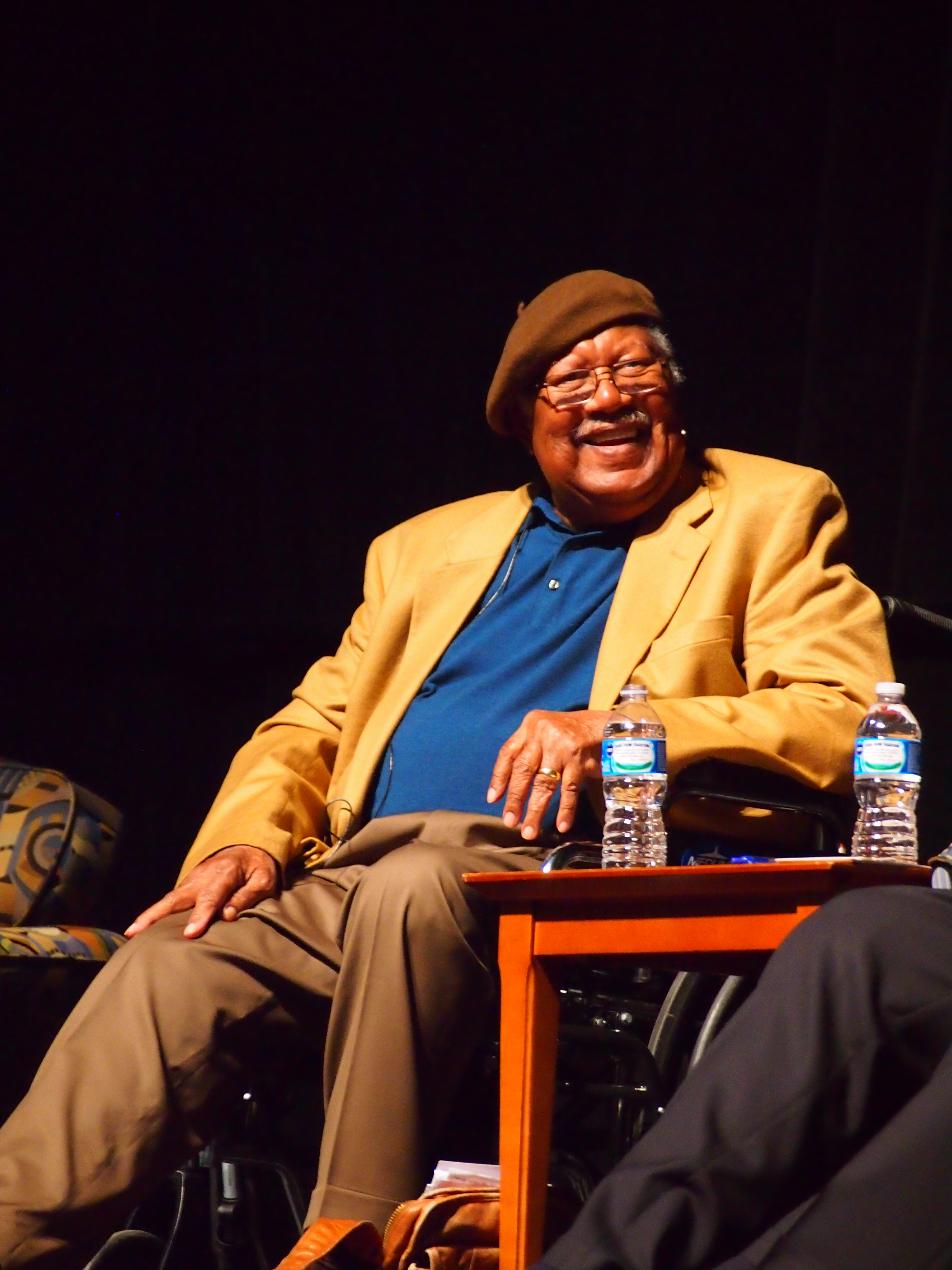
Эрнест Гейнс

- Азовская, Татьяна Николаевна (71) — советская и казахстанская поэтесса[328].
- Антонутти, Омеро (84) — итальянский актёр и мастер дубляжа[329].
- Баран, Владимир Данилович (92) — украинский историк и археолог, член-корреспондент НАНУ (1995)[330].
- Гейнс, Эрнест (86) — американский писатель[331].
- Гутельман, Жорж (80) — бельгийский бизнесмен, основатель и владелец авиакомпании Trans European Airways[332].
- Дробан, Александр Терентьевич (85) — советский и российский философ, доктор философских наук (1989), профессор[333].
- Жигалин, Виталий Иванович (47) — российский актёр театра и кино[334].
- Конгсхауг, Ян Эрик (75) — норвежский звукорежиссёр, музыкант и композитор[335].
- Мухамедьярова, Раиса Мажитовна (80) — советская и казахская артистка театра и кино, заслуженная артистка Казахской ССР (1990)[336].
- Ноговицын, Анатолий Алексеевич (67) — российский военачальник, первый заместитель начальника Объединённого штаба ОДКБ (2010—2012), генерал-полковник в отставке[337].
- Привалихин, Валерий Иванович (70) — русский писатель и журналист[338].
- Скрябин, Константин Георгиевич (71) — российский учёный в области нанобиотехнологий, академик РАСХН (1999), академик РАН (2008)[339].
- Смидович, Пётр Глебович (66) — советский и российский актёр, артист театра «Et cetera» (с 2001 года)[340].
- Уинтерсол, Уильям (88) — американский актёр[341].
- Хамидов, Хусниддин (84) — узбекский лингвист, действительный член Академии наук Узбекистана (2000)[342].
- Циммерман, Андре (80) — французский шоссейный велогонщик, победитель Tour de l’Avenir (1963)[343].
- Шарапов, Виктор Васильевич (88) — советский журналист, партийный деятель и дипломат, Чрезвычайный и Полномочный Посол СССР и России в Болгарии (1988—1992), генерал-майор[344].
- Шервуд, Майкл (60) — американский музыкант и певец[345].

### 4 ноября

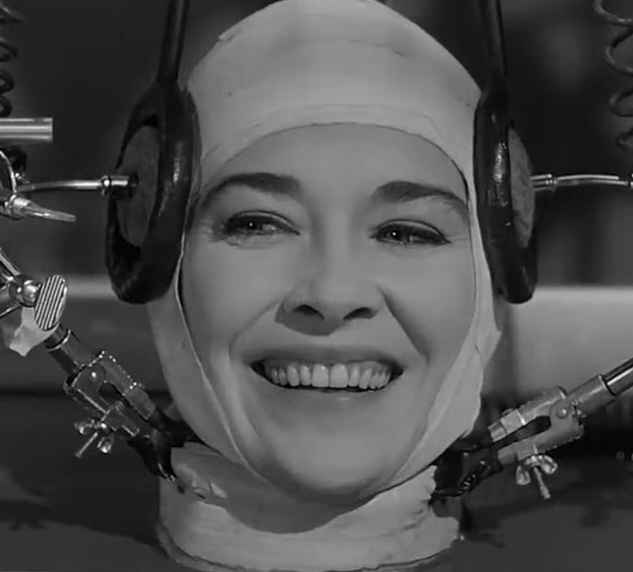
Вирджиния Лейт

- Бубенков, Виктор Петрович (64) — советский и российский актёр театра и кино[346].
- Василенко, Дмитрий Андреевич (43) — российский гимнаст, чемпион летних Олимпийских игр в Атланте (1996), заслуженный мастер спорта России (1995)[347].
- Гёкдель, Йылмаз (79) — турецкий футболист[348].
- Дедю, Иван Ильич (85) — советский и молдавский зоолог, член-корреспондент Академии наук Молдавии[349].
- Дюпон, Жак (91) — французский велогонщик, чемпион и бронзовый призёр летних Олимпийских игр в Лондоне (1948)[350].
- Левинзон, Виктор Вениаминович (91) — советский и молдавский пианист и педагог[351].
- Лейт, Вирджиния (94) — американская актриса[352].
- Миндели, Леван Элизбарович (80) — советский и российский экономист, директор Института проблем развития науки РАН (2005—2016), член-корреспондент РАН (2011)[353].
- Мотаунг, Одри (67) — южноафриканская певица, актриса, музыкант и композитор[354].
- Паскуале, Илай (59) — канадский баскетболист, член национальной сборной (1982—1997)[355].
- Хансен, Тими (61) — датский бас-гитарист (Mercyful Fate)[356].

### 3 ноября

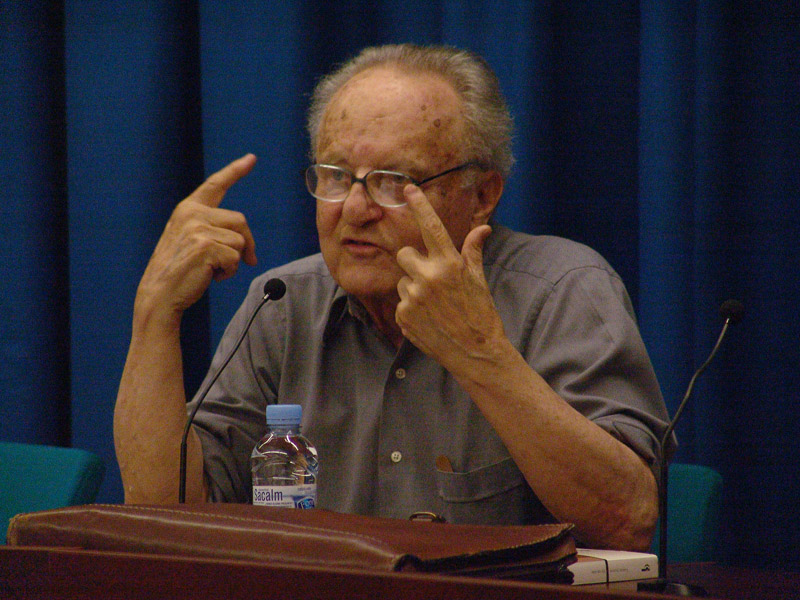
Габриэль Джексон

- Августин, Эрнст (92) — немецкий писатель[357].
- Бойль, Гертруда (95) — американский предприниматель и филантроп, совладелец компании «Columbia Sportswear»[358].
- Бранч, Уильям Блэкуэлл (92) — американский драматург, лауреат премии «The American Book Award» (1992)[359].
- Джексон, Габриэль (98) — американский историк[360].
- Конрой, Джек — ирландский кинооператор[361].
- Лайер, Фридеманн (78) — австрийский дирижёр[362].
- Ланди, Иветт (103) — участница французского Сопротивления[363].
- Ларен, Луи (96) — французский врач, основатель международной организации «Служба неотложной медицинской помощи» (SAMU), президент Европейского общества телемедицины[364].
- Мамонтов, Владислав Иванович (83) — советский и российский археолог, профессор кафедры отечественной истории и историко-краеведческого образования ВГСПУ[365].
- Матвеева, Маргарита Михайловна (82) — советский и российский передовик производства, полный кавалер ордена Трудовой Славы[366].
- Маюмуро, Таку (85) — японский романист, писатель-фантаст, поэт хайку[367].
- Неплох, Владлен Шмеркович (84) — российский джазовый музыкант, композитор[368].
- Ривольта, Альберто (51) — итальянский футболист, защитник, чемпион Италии (1988/89) .
- Рихтер, Хельмут (85) — немецкий писатель[369].
- Садао, Сёдзи (92) — американский архитектор[370].
- Фрунзэверде, Сорин (59) — румынский государственный деятель, министр национальной обороны Румынии (2000, 2006—2007)[371].
- Эдде, Мишель (91) — ливанский государственный деятель, министр информации (1980—1982), министр культуры (1995—1996)[372].
- Эпполито, Луис (71) — американский актёр[373].

### 2 ноября

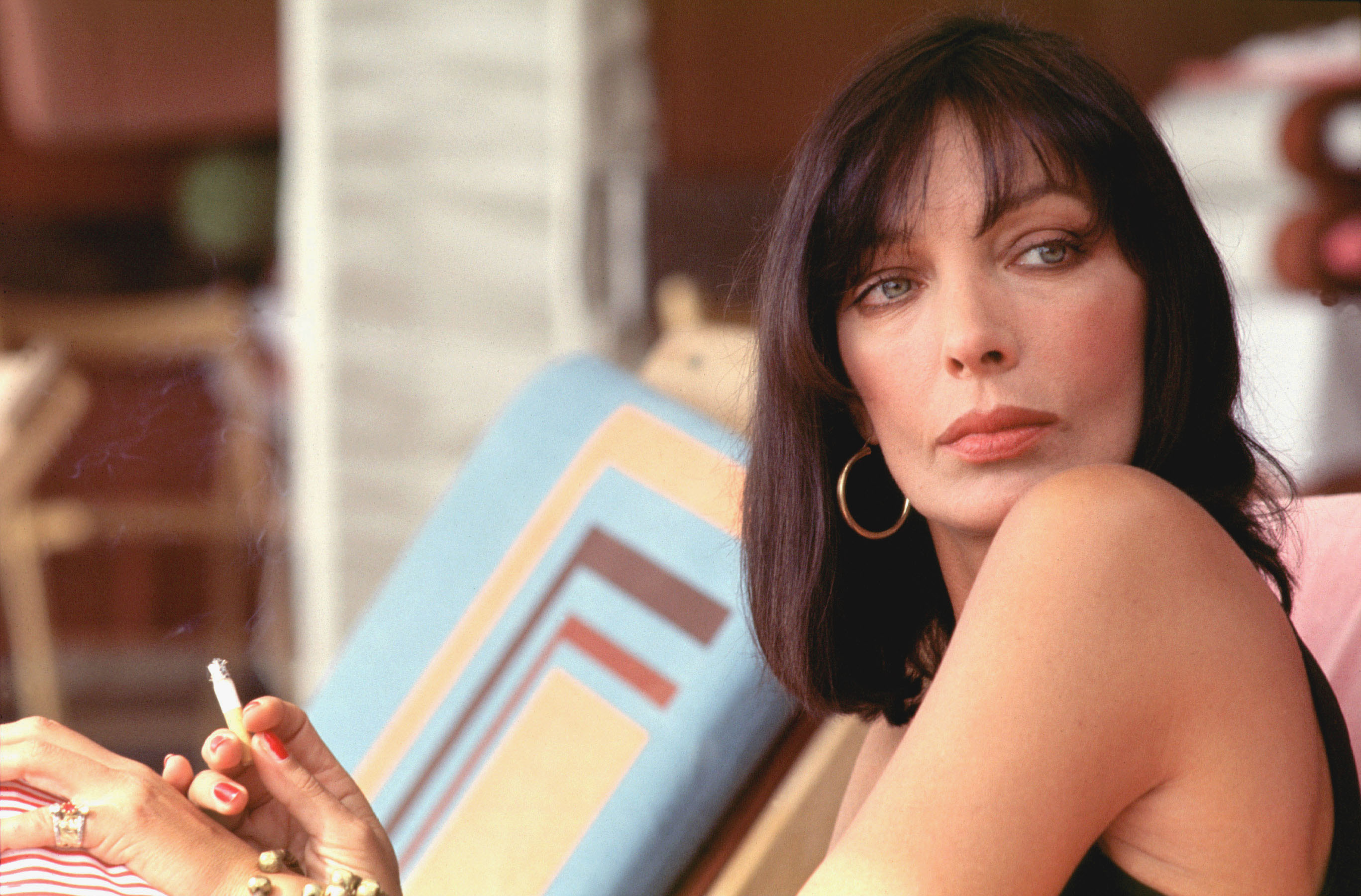
Мари Лафоре

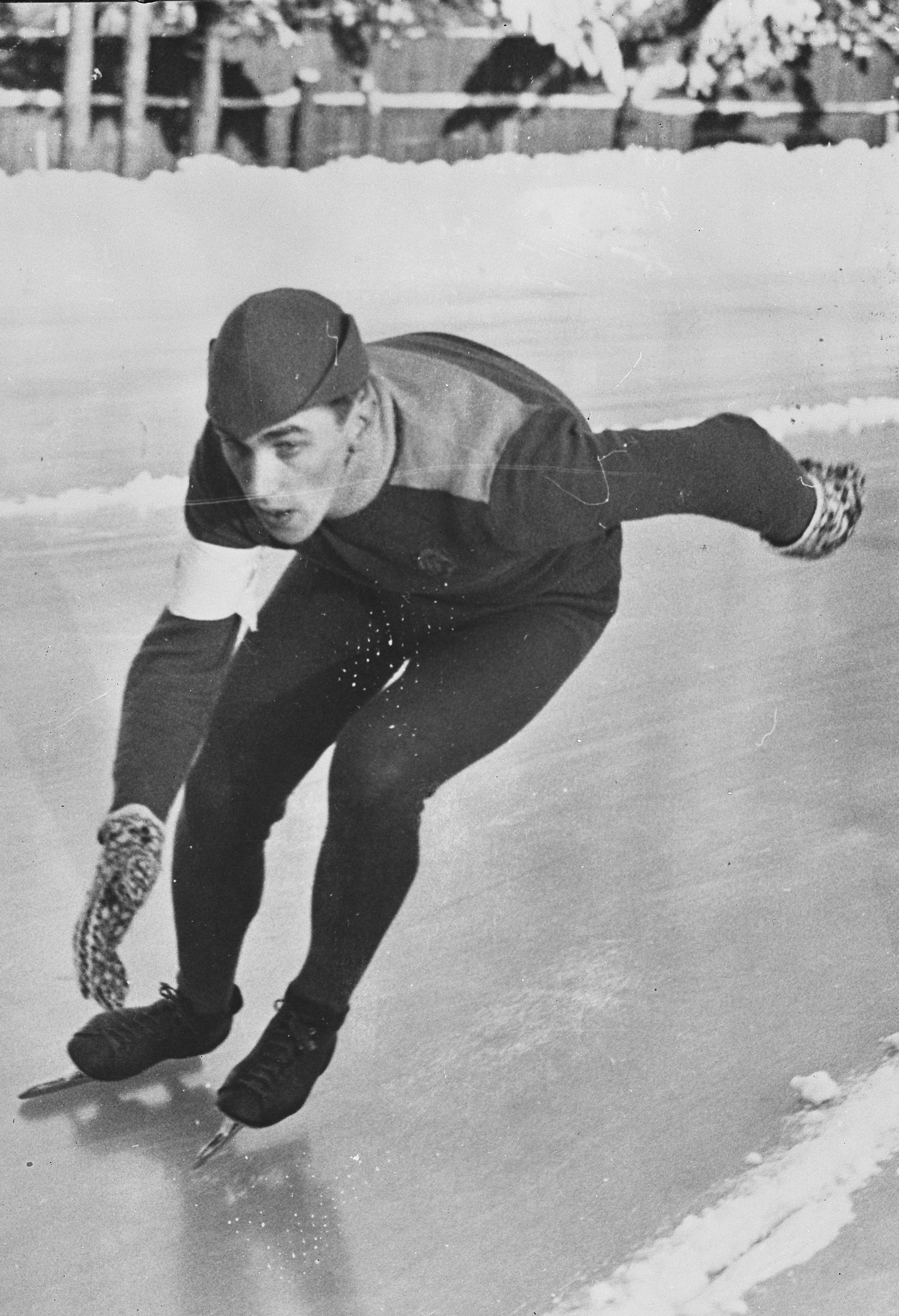
Сигвард Эрикссон

- Белёвцев, Иван Иванович (91) — священнослужитель Русской православной церкви, протоиерей, заслуженный профессор Санкт-Петербургской духовной академии (1996)[374].
- Блаженчук, Владимир Иванович (74) — советский партийный деятель и украинский государственный деятель, первый секретарь Волынского обкома Компартии Украины (1990), председатель Волынского областного совета (1990—1992)[375].
- Бургер, Макс (86) — швейцарский биохимик[376].
- Дойч, Густав (67) — австрийский художник и режиссёр[377].
- Дуэньяс, Николас (78) — испанский актёр[378].
- Йорга, Лео (54) — румынский гитарист и певец[379].
- Кросс, Ян (93) — новозеландский писатель[380].
- Лафоре, Мари (80) — французская певица и актриса[381].
- Лей, Эдмон (89) — французский архитектор[382].
- Молдажанова, Асемгуль Александровна (51) — казахстанский педагог, доктор педагогических наук (2007), профессор[383].
- Надеждина, Татьяна Дмитриевна (87) — советская и российская актриса, артистка РАМТ (1954—2015), народная артистка Российской Федерации (2003)[384].
- Прентис, Дин (87) — канадский хоккеист[385].
- Робертсон младший, Джон Ирвин (89) — американский историк[386].
- Свистунов, Виктор Семёнович (95) — сотрудник правоохранительных органов СССР, начальник ГУВД на транспорте МВД СССР (1980—1989), генерал-лейтенант внутренней службы (1984)[387].
- Тамуж, Витаут (83) — латвийский учёный в области механики, академик АН Латвии (1992)[388].
- Тарантина, Брайан (60) — американский киноактёр[389].
- Фридович, Ирвин (90) — американский биохимик, действительный член Национальной академии наук США (1981)[390].
- Чиркин, Вениамин Евгеньевич (95) — советский и российский правовед, доктор юридических наук (1964), профессор (1965), главный научный сотрудник Института государства и права РАН (с 1986 года), заслуженный деятель науки Российской Федерации (1999)[391].
- Эдер, Норберт (63) — футболист ФРГ, выступавший за национальную сборную[392].
- Энгин, Атилла (73) — турецкий, датский и американский музыкант[393].
- Эрикссон, Сигвард (89) — шведский конькобежец, чемпион мира (1955; Москва), чемпион и серебряный призёр зимних Олимпийских игр в Кортина-д’Ампеццо (1956)[394].

### 1 ноября

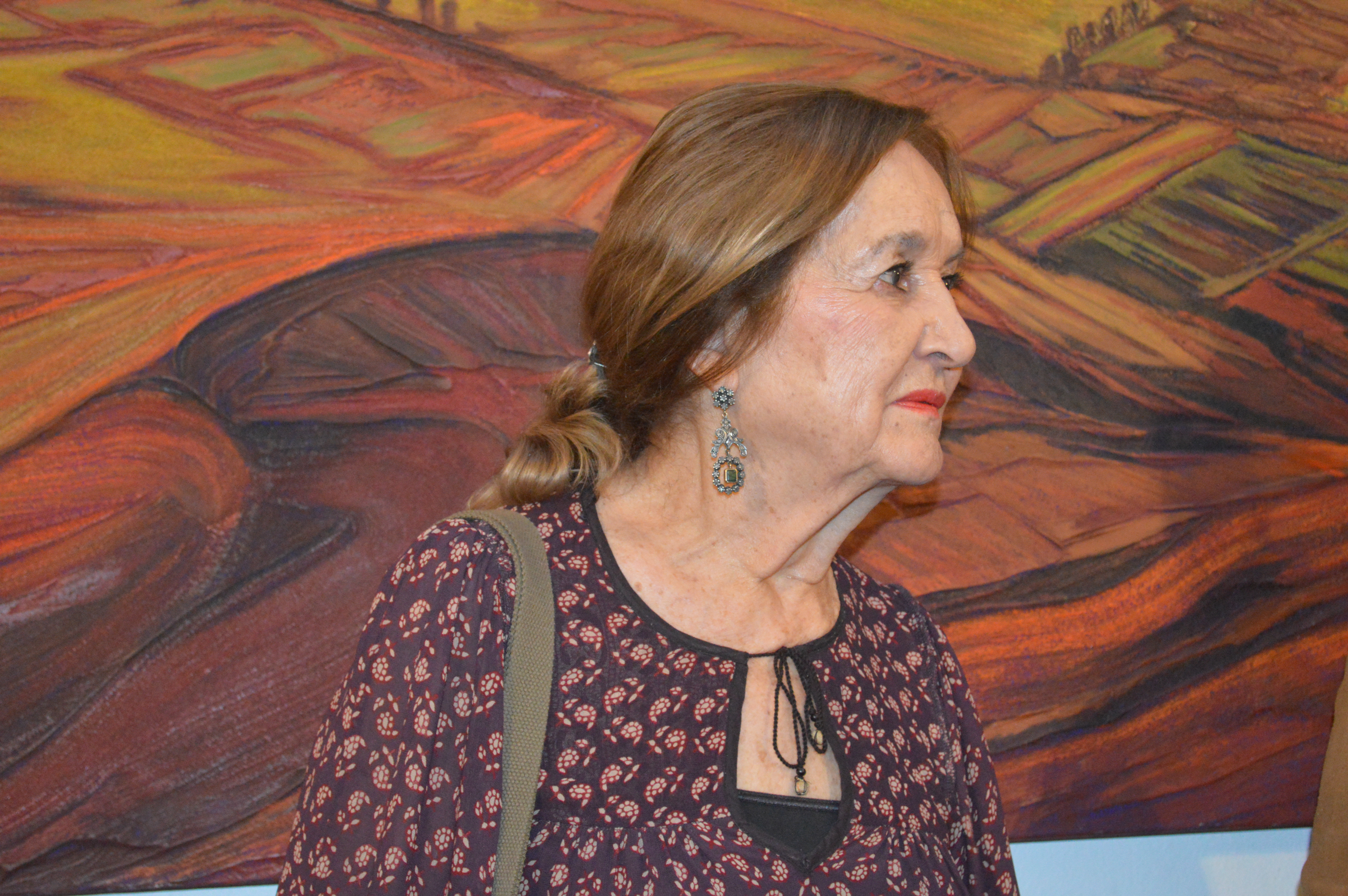
Рина Ласо

- Забела, Витаутас (89) — литовский адвокат, депутат Сейма (2003—2004)[395].
- Кольер, Питер (80) — американский писатель, соавтор Дэвида Горовица[396].
- Ласо, Рина (96) — гватемальская и мексиканская художница[397].
- Леблан, Марк (69) — американский яхтсмен, серебряный призёр чемпионата мира в классе «Солинг» (1970)[398].
- Ледер, Пабло (77) — мексиканский актёр, писатель, продюсер, режиссёр и сценарист театра и кино[399].
- Маллинз, Дэниел Джозеф (90) — валлийский католический прелат, епископ Меневии (1987—2001)[400].
- Миронов, Александр Ананьевич (58) — советский и российский актёр театра и кино[401].
- Палмер, Фрэнк (97) — британский лингвист, член Британской академии[402].
- Пашкулев, Цвятко (74) — болгарский борец классического стиля, участник летних Олимпийских игр в Токио (1964)[403].
- Тернер, Пол (73) — британский валлийский кинорежиссёр, номинант на премию «Оскар» за лучший фильм на иностранном языке (1994)[404].
- Фонтен, Жиль (71) — канадский астрофизик[405].
- Хан Ин-гю[кор.] (87) — южнокорейский животновод, иностранный член РАСХН (1997—2014), иностранный член РАН (2014)[406].
- Худяков, Геннадий Александрович (86) — советский и российский лесозаготовитель, Герой Социалистического Труда (1971)[407].
- Шааф, Йоханнес (86) — немецкий режиссёр[408].
- Юрьев, Валерий Константинович (71) — советский и российский волейбольный тренер, заслуженный тренер СССР (1991)[409].